# Saison 2007 de Sébastien Loeb en sport automobile
2006 2008
La saison 2007 est marquée par le retour de Citroën Sport en championnat du monde ainsi que celui de Sébastien Loeb au sein de l'équipe usine avec laquelle il commença sa carrière internationale. C'est aussi le commencement d'une nouvelle ère avec le passage de témoin entre la Citroën Xsara WRC, désormais louée en mode client à des structures privées, et la Citroën C4 WRC qui lui succède. Exclusivement concentré sur son programme rallystique, Loeb s'adjuge un quatrième titre mondial, performance auparavant accomplie par les seuls Finlandais Juha Kankkunen et Tommi Mäkinen, mais échoue avec son coéquipier Dani Sordo dans la course au sacre Constructeurs remportée une nouvelle fois par Ford. Cette année-là est enfin le théâtre de ses dernières passes d'armes avec Marcus Grönholm, dont il admettra bien plus tard, au moment de prendre sa retraite à son tour, qu'il était l'adversaire le plus doué qu'il ait eu à affronter,,.

## Championnat du monde des rallyes
Un nouveau départ. Ce sont les mots du directeur sportif de Citroën Guy Fréquelin pour qualifier le retour du constructeur français dans le championnat WRC. Annoncé depuis la fin de la saison 2005, ce come-back permet de revenir à un nombre de trois équipes usines engagées dans le mondial après le point bas atteint l'année passée, mais s'accomplit également avec l'inauguration d'une nouvelle voiture baptisée Citroën C4 WRC : « L'équipe Citroën Sport est dans un état d'esprit similaire à celui qui était le sien au début de la saison 2003. Cela fait un an que Citroën n'a pas couru officiellement. C'est comme un nouveau départ. En plus, nous alignons une nouvelle voiture, la C4 WRC. Au sein du team, tout le monde a beaucoup de pression, nous sommes tous vigilants, inquiets mais aussi impatients de savoir comment cela va se passer. ». Après six ans de compétition au niveau international, la Citroën Xsara WRC, bien qu'elle cesse d'être représentée officiellement, n'est pas mise à la retraite pour autant et poursuit une deuxième carrière par l'intermédiaire de locations en mode client à d'autres équipes privées, notamment Kronos Racing. La structure belge, qui accueillit Sébastien Loeb en 2006 pour une saison transitoire, perpétue ainsi la saga tandis que l'Alsacien retrouve son employeur historique. La politique de réduction des coûts entreprise par la FIA franchit également une nouvelle étape avec l'obligation faites aux écuries d'utiliser le même moteur sur trois épreuves. La règle du Super Rally subit elle aussi quelques modifications avec la mise en place d'une pénalité minimale de dix minutes afin d'éviter le précédent créé par Loeb lors du rallye Monte-Carlo 2006 qu'il avait terminé à la deuxième place finale en dépit de sa sortie de route. Le triple champion du monde continuera à disposer à ses côtés du jeune Espagnol Dani Sordo, cinquième du championnat précédent pour sa première saison en catégorie reine tout en ayant fait forte impression par ses deux deuxièmes places acquises lors des manches asphalte catalane et germanique. Les forces adverses en présence demeurent identiques à l'année passée avec Marcus Grönholm et Petter Solberg, respectivement signataires des équipes usines Ford et Subaru, au rang des plus sérieux prétendants.

### 75eRallye Automobile Monte-Carlo
Manche d'ouverture traditionnelle du championnat du monde, le rallye Monte-Carlo subit cette année des modifications significatives dans son parcours géographique. Les organisateurs optent ainsi pour l'abandon temporaire de l'arrière-pays niçois au profit d'un retour en Ardèche et dans le massif du Vercors. Triple champion du monde en titre, Sébastien Loeb se retrouve face à plusieurs inconnues avant le départ avec la combinaison du baptême de la Citroën C4 WRC et de ces nouvelles spéciales n'ayant plus été empruntées depuis la saison 1997 : « Découvrir la C4 sur un nouveau parcours complique un peu les choses. Cela fait beaucoup de nouveautés d'un coup. Je ne sais pas du tout à quoi ressemblent les spéciales. Nous n'en avons pas discuté avec Daniel. On revient peut-être sur des chronos connus du Monte-Carl' mais d'un autre côté, on a perdu la plus mythique : le Turini. »,,. L'Alsacien débloque le compteur de temps scratchs de sa nouvelle voiture dès le premier secteur chronométré, organisé dans la nuit de jeudi sur un bitume détrempé à proximité de la commune de Saint-Jean-en-Royans. Également dominateur dans la spéciale suivante, il rejoint le parc fermé de cette courte première étape avec des écarts de plus de vingt secondes sur ses deux poursuivants directs, Dani Sordo et Marcus Grönholm. Considéré comme le juge de paix du rallye en raison de sa distance supérieure à 40 km, le tronçon de St. Pierreville - Antraigues voit le coéquipier espagnol de Loeb s'imposer et revenir au contact du champion du monde dans le classement général. Trop prudent, le Français doit attendre le deuxième passage de la plus longue spéciale du rallye pour reprendre le temps concédé et reconstruire une marge de sécurité sur le jeune pilote dont il loue la performance : « On sait depuis l'Allemagne qu'il est vraiment très rapide sur asphalte. Ça va être une grosse bagarre. ». Derrière les deux hommes, les importants écarts constitués laissent deviner l'intensité du rythme imposé par les C4, Grönholm se trouvant pour sa part relégué au-delà de la minute en raison de pneumatiques inadaptés,. Titulaire d'une avance de vingt-cinq secondes sur Sordo à l'entame de la dernière étape, Loeb signe un nouveau temps scratch dans la spéciale d'ouverture avant de réduire drastiquement son offensive sur consignes de Citroën. Il parcourt les secteurs restant au programme en se calant sur le rythme des principaux concurrents tout en contrôlant leur remontée dans le classement général. C'est au terme de la dernière spéciale, constituant à elle seule l'ultime étape du dimanche et organisée sur le tracé du circuit de Monaco emprunté chaque année par les Formule 1, qu'il inscrit la première victoire mondiale au palmarès de la C4 WRC, la marque aux chevrons signant quant à elle le doublé avec Dani Sordo. Ce quatrième succès dans la Principauté, acquis de bout en bout, lui permet de prendre la tête du championnat Pilotes mais aussi d'égaler le record partagé entre ses aînés Sandro Munari, Walter Röhrl et Tommi Mäkinen,.
| Étape   | Jour   | E.S. | Heure   | Nom                                 | Distance | Clas. Spé. | Temps         | Vit. Moy.  | Clas. |
| ------- | ------ | ---- | ------- | ----------------------------------- | -------- | ---------- | ------------- | ---------- | ----- |
| Étape 1 | 18 jan | SS1  | 19 h 16 | St. Jean-en-Royans - Col de Lachau  | 28,52 km | 1er        | 13 min 58 s 7 | 122,4 km/h | 1er   |
| Étape 1 | 18 jan | SS2  | 20 h 06 | La Cime du Mas - Col de Gaudissart  | 17,88 km | 1er        | 9 min 31 s 2  | 112,7 km/h | 1er   |
| Étape 2 | 19 jan | SS3  | 8 h 19  | St. Pierreville - Antraigues 1      | 46,02 km | 2e         | 29 min 59 s 6 | 92,1 km/h  | 1er   |
| Étape 2 | 19 jan | SS4  | 10 h 13 | Burzet - Lachamp-Raphaël 1          | 16,48 km | 1er        | 9 min 39 s 3  | 102,4 km/h | 1er   |
| Étape 2 | 19 jan | SS5  | 10 h 59 | St. Martial - Le Chambon - Béleac 1 | 12,81 km | 2e         | 8 min 01 s 9  | 95,7 km/h  | 1er   |
| Étape 2 | 19 jan | SS6  | 15 h 17 | St. Pierreville - Antraigues 2      | 46,02 km | 1er        | 28 min 29 s 7 | 96,9 km/h  | 1er   |
| Étape 2 | 19 jan | SS7  | 17 h 11 | Burzet - Lachamp-Raphaël 2          | 16,48 km | 2e         | 9 min 44 s 3  | 101,5 km/h | 1er   |
| Étape 2 | 19 jan | SS8  | 17 h 57 | St. Martial - Le Chambon - Béleac 2 | 12,81 km | 1er        | 8 min 16 s 4  | 92,9 km/h  | 1er   |
| Étape 3 | 20 jan | SS9  | 7 h 31  | Labatie d'Andaure - Lalouvesc 1     | 19,67 km | 1er        | 10 min 47 s 2 | 109,4 km/h | 1er   |
| Étape 3 | 20 jan | SS10 | 8 h 13  | St. Bonnet - St. Bonnet 1           | 25,93 km | 8e         | 12 min 57 s 9 | 120,0 km/h | 1er   |
| Étape 3 | 20 jan | SS11 | 9 h 38  | Lamastre - St. Barthélemy Grozon 1  | 18,76 km | 2e         | 11 min 48 s 1 | 95,4 km/h  | 1er   |
| Étape 3 | 20 jan | SS12 | 13 h 03 | Labatie d'Andaure - Lalouvesc 2     | 19,67 km | 4e         | 10 min 53 s 0 | 108,4 km/h | 1er   |
| Étape 3 | 20 jan | SS13 | 13 h 45 | St. Bonnet - St. Bonnet 2           | 25,93 km | 6e         | 12 min 41 s 2 | 122,6 km/h | 1er   |
| Étape 3 | 20 jan | SS14 | 15 h 10 | Lamastre - St. Barthélemy Grozon 2  | 18,76 km | 4e         | 11 min 47 s 7 | 95,4 km/h  | 1er   |
| Étape 3 | 21 jan | SS15 | 9 h 00  | Monaco - Circuit                    | 2,80 km  | 4e         | 1 min 51 s 2  | 90,6 km/h  | 1er   |

### 56th Uddeholm Swedish Rally
Chasse gardée des pilotes nordiques, le rallye de Suède n'a connu qu'une seule exception à son palmarès en plus d'un demi-siècle d'existence en la personne de Sébastien Loeb, seul candidat non originaire de la région à être parvenu jusqu'alors à battre les Scandinaves sur leur propre terrain. Selon l'Alsacien, cette particularité s'explique par les techniques très spécifiques requises pour s'adapter aux surfaces neigeuses, notamment dans le braquage-contre-braquage et l'appui contre les murs de poudreuse en abord de virage. Il révèle également que l'épreuve peut changer du tout au tout selon les conditions météorologiques, un redoux ayant tendance à découvrir la terre présente sous la couche de glace au fur et à mesure des passages, rendant ainsi les clous des pneumatiques inopérants,. Moteur calé sur la ligne de départ, le triple champion du monde concède plus de huit secondes dès la Super-Spéciale d'ouverture et ne pointe qu'en vingtième position du classement général. Il subit dans les premiers secteurs significatifs du lendemain de par sa position d'ouvreur, forcé de balayer une importante couche de neige impactant son potentiel de traction. Il signe finalement son premier scratch dans le tronçon précédent l'assistance de mi-journée pour revenir en quatrième position à six secondes du leader Petter Solberg, le Norvégien bénéficiant quant à lui d'une route nettoyée. Gêné par la neige soulevée par un hélicoptère de retransmission télévisuelle suivant son parcours de trop près, à laquelle s'ajoute les rails creusés par les différents concurrents au cours de la matinée et qu'il se voit contraint de redessiner, l'Alsacien abandonne plus de douze secondes sur la meilleure marque de Marcus Grönholm, désormais en tête, dans le deuxième passage de Likenäs. Il parvient à accéder à la deuxième place au détriment de Solberg en passant à l'offensive dans la spéciale de Vargåsen qu'il survola pour décrocher un deuxième scratch, puis rejoint le parc fermé de fin d'étape sur un écart de onze secondes le séparant de Grönholm : « L'objectif de ne pas se laisser distancer par nos rivaux est atteint. Samedi, nous serons à armes égales pour lutter, pourquoi pas, pour la victoire. ». Le combat s'intensifie entre les deux hommes à l'entame de la deuxième étape mais les différences de quelques dixièmes sur les temps enregistrés ne suffisent pas à les départager à l'issue des deux premiers secteurs. Le tournant du rallye a finalement lieu dans l'enchaînement des deuxièmes passages de Torntop et Vargåsen. Auteur d'un mauvais choix de pneus, Loeb y concède plus de quinze secondes, portant le retard accumulé sur son adversaire à près d'une demi-minute. La première place étant désormais inaccessible à la régulière, il opte pour une réduction de la prise de risques avec pour seul objectif de défendre son rang face au deuxième pilote Ford Mikko Hirvonen. Loeb vient à bout de la dernière étape, disputée sans enjeux majeurs, et rallie finalement l'arrivée en deuxième position, lui permettant ainsi de conserver la tête du classement mondial devant Grönholm, auteur d'une cinquième victoire en terre suédoise : « Pour battre Marcus ici, il faut faire un sans-faute. On a fait un choix de pneus décalé samedi, pour tenter de faire la différence, et ça n'a pas marché, tant pis. Après, plutôt que prendre des risques, on s'est surtout préoccupé de garder certains pneus pour la Norvège la semaine prochaine. ».
| Étape   | Jour   | E.S. | Heure   | Nom                            | Distance | Clas. Spé. | Temps         | Vit. Moy.  | Clas. |
| ------- | ------ | ---- | ------- | ------------------------------ | -------- | ---------- | ------------- | ---------- | ----- |
| Étape 1 | 8 fév  | SS1  | 20 h 00 | Super Special Stage Karlstad 1 | 1,89 km  | 21e        | 1 min 40 s 0  | 68,0 km/h  | 20e   |
| Étape 1 | 9 fév  | SS2  | 8 h 44  | Likenäs 1                      | 21,78 km | 3e         | 12 min 46 s 6 | 102,3 km/h | 9e    |
| Étape 1 | 9 fév  | SS3  | 10 h 06 | Hara 1                         | 11,31 km | 4e         | 6 min 24 s 9  | 105,8 km/h | 6e    |
| Étape 1 | 9 fév  | SS4  | 10 h 44 | Torntop 1                      | 19,20 km | 1er        | 9 min 56 s 8  | 115,8 km/h | 4e    |
| Étape 1 | 9 fév  | SS5  | 13 h 27 | Likenäs 2                      | 21,78 km | 7e         | 12 min 33 s 6 | 104,0 km/h | 5e    |
| Étape 1 | 9 fév  | SS6  | 14 h 49 | Hara 2                         | 11,31 km | 3e         | 6 min 12 s 5  | 109,3 km/h | 3e    |
| Étape 1 | 9 fév  | SS7  | 15 h 28 | Vargåsen 1                     | 24,62 km | 1er        | 13 min 57 s 7 | 105,8 km/h | 2e    |
| Étape 1 | 9 fév  | SS8  | 16 h 46 | Hagfors Sprint 1               | 1,87 km  | 2e         | 2 min 00 s 3  | 56,0 km/h  | 2e    |
| Étape 2 | 10 fév | SS9  | 8 h 03  | Lesjöfors                      | 10,48 km | 1er        | 5 min 45 s 1  | 109,3 km/h | 2e    |
| Étape 2 | 10 fév | SS10 | 8 h 43  | Lijendal                       | 35,54 km | 2e         | 17 min 50 s 9 | 119,5 km/h | 2e    |
| Étape 2 | 10 fév | SS11 | 11 h 13 | Torntop 2                      | 19,20 km | 4e         | 9 min 44 s 6  | 118,2 km/h | 2e    |
| Étape 2 | 10 fév | SS12 | 11 h 45 | Vargåsen 2                     | 24,62 km | 3e         | 13 min 25 s 4 | 110,0 km/h | 2e    |
| Étape 2 | 10 fév | SS13 | 14 h 28 | Fredriksberg                   | 24,75 km | 4e         | 14 min 01 s 3 | 105,9 km/h | 2e    |
| Étape 2 | 10 fév | SS14 | 15 h 33 | Lejen                          | 26,46 km | 2e         | 14 min 44 s 9 | 107,6 km/h | 2e    |
| Étape 2 | 10 fév | SS15 | 16 h 51 | Hagfors Sprint 2               | 1,87 km  | 12e        | 2 min 03 s 4  | 54,6 km/h  | 2e    |
| Étape 3 | 11 fév | SS16 | 8 h 18  | Backa 1                        | 30,95 km | 3e         | 16 min 35 s 0 | 112,0 km/h | 2e    |
| Étape 3 | 11 fév | SS17 | 9 h 15  | Malta 1                        | 11,25 km | 3e         | 5 min 44 s 9  | 117,4 km/h | 2e    |
| Étape 3 | 11 fév | SS18 | 10 h 54 | Backa 2                        | 30,95 km | 2e         | 16 min 35 s 8 | 111,9 km/h | 2e    |
| Étape 3 | 11 fév | SS19 | 11 h 57 | Malta 2                        | 11,25 km | 2e         | 5 min 46 s 1  | 117,0 km/h | 2e    |
| Étape 3 | 11 fév | SS20 | 14 h 00 | Super Special Stage Karlstad 2 | 1,89 km  | 9e         | 1 min 44 s 7  | 65,0 km/h  | 2e    |

### 26th Rally Norway
Pour la première fois depuis 1978, un deuxième rallye sur neige se retrouve inscrit au calendrier mondial d'une même saison. Comptant auparavant pour le championnat d'Europe et organisé une semaine seulement après la manche suédoise pour des raisons économiques, le rallye de Norvège inaugure en 2007 sa première apparition en WRC et fait partie de ces épreuves jumelées nouvellement instaurées par la FIA dans une optique de réduction des coûts. Qualifié de plus varié et, à certains endroits, de plus sinueux et plus lent que son homologue suédois, le dernier arrivé dans la liste des rallyes mondiaux provoque également un sentiment d'incertitude parmi les pilotes et attache un caractère primordial à la précision des notes : « On part tous sur un pied d'égalité, à égale connaissance du terrain, c'est-à-dire pas du tout. Quand on roule sur un terrain qu'on découvre, après deux passages en reconnaissances, il y a aussi une plus grande prise de risques. On n'est pas à l'abri d'une petite erreur dans une note, d'avoir surestimé un virage, on roule vraiment à la découverte et ça rend les choses beaucoup plus difficiles. »,,,. Sébastien Loeb prend un départ en demi-teinte et concède dix-sept secondes dans la première spéciale après avoir manqué de partir à la faute : « Nous avons heurté un banc de neige. J'ai été chanceux de m'en sortir après quelques secondes. J'ai gardé le pied sur l'accélérateur et on s'en est sorti. Je ne suis pas très satisfait de mes notes. Elles me disaient d'aller à fond. Je ne suis pas du tout content. ». Il réagit aussitôt, augmentant son rythme pour signer le scratch dans le secteur suivant, mais perd une nouvelle fois pieds dans le tronçon de Løten en raison d'un choix de pneus inadapté et d'une position d'ouvreur défavorable dans les seconds passages : « C'était très glissant. Les conditions sont bien pires qu'avant. Je n'ai commis aucune faute mais j'ai été prudent à certains endroits. Il y avait beaucoup de changements d'adhérence, j'ai du être prudent. Après le passage de soixante-dix voitures, c'était un véritable chantier. Alors que je pensais bénéficier d'une route propre, c'était pire qu'au premier tour. Je me suis de nouveau retrouvé dans l'obligation de faire la trace. Nous avions déjà rencontré ce phénomène en Suède et le fait d'être premier sur la route est vraiment un gros handicap. ». L'Alsacien décide à ce moment de prendre des risques significatifs dans les spéciales au programme de l'après-midi. À la limite dans tous les virages, il enlève quatre temps scratchs supplémentaires sur les cinq au programme et parvient à réduire de près de moitié le retard accumulé, pointant à moins de deux secondes de Marcus Grönholm au soir de la première étape. En tête avec une avance déjà confortable, le Finlandais Mikko Hirvonen joue quant à lui les trouble-fêtes dans le duel annoncé entre les deux champions du monde,,. La deuxième journée débute par la spéciale la plus longue du rallye, Elverum et ses 44 km, considérée comme le juge de paix et recouverte d'une épaisse couche de poudreuse en raison des fortes chutes de neige survenues durant la nuit. Loeb opte pour des pneumatiques qui se révèlent inadaptés et se voit reléguer à plus de trente secondes des deux pilotes Ford au classement général à l'issue d'un chrono qualifié d'insurmontable par la plupart des concurrents : « La spéciale était vraiment très mauvaise. Mon sentiment est que les clous longs étaient la bonne solution. J'ai juste essayé de rester sur la route. Mon chrono n'est pas le meilleur qui soit. ». L'Alsacien signe le scratch dans le secteur suivant avant de concéder près de quinze secondes supplémentaires dans le premier passage de Mountain, disputé dans des conditions plus difficiles encore que celles rencontrées lors de la première spéciale du matin : « Au départ, nous avons pris un virage de façon trop serré, et de la neige a obstrué la prise d'air de la voiture. J'ai dû perdre quelque cent chevaux sur toute la spéciale. ». La course à la victoire et aux places d'honneur s'achève définitivement pour le triple champion du monde dans le tronçon de Lillehammer, organisé dans la ville du même nom ayant accueillie les Jeux olympiques d'hiver de 1994. Bloqué dans un mur de neige sur une portion dépourvue de spectateurs après avoir manqué son point de freinage, il abandonne plus de huit minutes dans l'incident avant d'en perdre neuf supplémentaires dans la spéciale suivante, toujours pour des raisons similaires,,. Relégué en dix-huitième position à l'entame de la dernière étape et sans espoir de pouvoir atteindre à la régulière les places rémunératrices de points, le Français abandonne l'offensive et se fixe comme seul objectif de rallier l'arrivée. Il terminera quatorzième du classement général, cédant ainsi la première place du championnat Pilotes à Marcus Grönholm : « Nous avons vécu une épreuve difficile. Ce n'était pas notre rallye. Tout n'est cependant pas négatif car nous avons aussi appris de nombreuses choses sur le comportement de la voiture que nous découvrons peu à peu en fonction des terrains rencontrés. ». Auteur de son premier triplé depuis 1979 en Nouvelle-Zélande, l'Américain Ford creuse quant à lui l'écart sur Citroën chez les constructeurs,,.
| Étape   | Jour   | E.S. | Heure   | Nom         | Distance | Clas. Spé. | Temps         | Vit. Moy.  | Clas. |
| ------- | ------ | ---- | ------- | ----------- | -------- | ---------- | ------------- | ---------- | ----- |
| Étape 1 | 16 fév | SS1  | 7 h 40  | Løten 1     | 30,03 km | 4e         | 16 min 31 s 1 | 109,1 km/h | 4e    |
| Étape 1 | 16 fév | SS2  | 8 h 34  | Haslemoen   | 11,92 km | 1er        | 8 min 08 s 4  | 87,9 km/h  | 3e    |
| Étape 1 | 16 fév | SS3  | 11 h 24 | Løten 2     | 30,03 km | 5e         | 16 min 25 s 5 | 109,7 km/h | 3e    |
| Étape 1 | 16 fév | SS4  | 12 h 30 | Grue        | 14,37 km | 1er        | 7 min 31 s 8  | 114,5 km/h | 3e    |
| Étape 1 | 16 fév | SS5  | 13 h 52 | Opaker      | 14,64 km | 2e         | 8 min 03 s 8  | 108,9 km/h | 3e    |
| Étape 1 | 16 fév | SS6  | 14 h 36 | Kongsvinger | 14,07 km | 1er        | 9 min 44 s 5  | 86,7 km/h  | 3e    |
| Étape 1 | 16 fév | SS7  | 15 h 30 | Finnskogen  | 21,29 km | 1er        | 12 min 42 s 3 | 100,5 km/h | 3e    |
| Étape 1 | 16 fév | SS8  | 16 h 33 | Kirkenær    | 6,75 km  | 1er        | 5 min 48 s 9  | 69,6 km/h  | 3e    |
| Étape 2 | 17 fév | SS9  | 8 h 09  | Elverum 1   | 44,28 km | 3e         | 24 min 54 s 5 | 106,7 km/h | 3e    |
| Étape 2 | 17 fév | SS10 | 9 h 23  | Terningmoen | 12,71 km | 1er        | 7 min 59 s 1  | 95,5 km/h  | 3e    |
| Étape 2 | 17 fév | SS11 | 12 h 05 | Mountain 1  | 24,36 km | 3e         | 14 min 16 s 4 | 102,4 km/h | 3e    |
| Étape 2 | 17 fév | SS12 | 13 h 06 | Lillehammer | 5,98 km  | 66e        | 12 min 40 s 7 | 28,3 km/h  | 11e   |
| Étape 2 | 17 fév | SS13 | 14 h 00 | Ringsaker 1 | 27,31 km | 62e        | 25 min 36 s 6 | 64,0 km/h  | 18e   |
| Étape 2 | 17 fév | SS14 | 15 h 10 | Hamar 1     | 1,15 km  | 6e         | 1 min 16 s 5  | 54,1 km/h  | 18e   |
| Étape 3 | 18 fév | SS15 | 8 h 08  | Mountain 2  | 24,36 km | 1er        | 13 min 18 s 2 | 109,9 km/h | 17e   |
| Étape 3 | 18 fév | SS16 | 8 h 55  | Ringsaker 2 | 27,31 km | 13e        | 15 min 52 s 9 | 103,2 km/h | 16e   |
| Étape 3 | 18 fév | SS17 | 10 h 05 | Hamar 2     | 1,15 km  | 1er        | 1 min 11 s 8  | 57,7 km/h  | 16e   |
| Étape 3 | 18 fév | SS18 | 12 h 14 | Elverum 2   | 44,28 km | 5e         | 24 min 27 s 4 | 108,6 km/h | 14e   |

### 21º Corona Rally Guanajuato México
Particularité désormais habituelle depuis 2004, le rallye du Mexique amorce les épreuves terre du calendrier mondial et constitue la première manche de la saison disputée hors d'Europe. Toujours caractérisée par les niveaux d'altitude élevés de son parcours, réduisant d'autant la puissance des moteurs en raison du manque d'oxygène, cette nouvelle édition présente peu ou prou les mêmes spéciales que les précédentes dans un assortiment différent, la seule nouveauté notable étant le baptême attendu de la nouvelle Subaru Impreza WRC,. Sébastien Loeb dresse avant le départ un bilan mitigé de son début de championnat et établit la liste des points d'amélioration à apporter sur la Citroën C4 WRC, toujours en cours de rodage, pour tenter de redresser la barre. Une fois n'est pas coutume, l'Alsacien est dispensé de la contrainte du balayage lors de la première étape, ce handicap revenant à son adversaire Marcus Grönholm en vertu de son statut de leader du classement mondial. Deuxième du général à l'issue de la première boucle, Loeb pointe à environ huit secondes de Petter Solberg, titulaire d'une position de départ moins pénalisante, et évite de peu l'accident après qu'un spectateur lui ait jeté une pierre contre son pare-brise à pleine vitesse. Les deuxièmes passages lui permettent de signer ses premiers scratchs et de revenir au contact du Norvégien. Le tournant du rallye se produit finalement en dehors des secteurs chronométrés, sur la liaison routière conduisant à la dernière spéciale significative de la première journée. Victime d'une fuite d'huile moteur, le pilote Subaru se retrouve contraint à l'abandon et cède les commandes au Français alors qu'il occupait encore la tête pour une marge de deux secondes. Le triple champion du monde s'impose dans ce dernier chrono et rejoint le parc fermé de fin d'étape avec un écart déjà important sur son poursuivant direct Chris Atkinson : « La C4 s'est montrée performante et j'ai rapidement trouvé le bon feeling. Même s'il y a encore quelques ajustements à faire, je suis rassuré quant à son potentiel sur ce type de terrain. Je trouve enfin regrettable d'avoir reçu une pierre jetée par un spectateur. Ce type de geste est vraiment stupide. ». Victime de son rôle de balayeur et auteur d'un mauvais choix de pneus lors de la deuxième boucle, Grönholm ne pointe quant à lui qu'en cinquième position à plus de quarante secondes,,. Loeb poursuit son offensive le lendemain, creusant des écarts significatifs dans Ibarrilla, la spéciale la plus longue du rallye, et s'impose à quatre reprises au cours de la deuxième étape. Marcus Grönholm signe finalement ses premiers temps scratchs après avoir fait modifier entièrement le Set-Up de sa Ford Focus WRC et parvient à remonter jusqu'en seconde position du classement général : « Tout s'est bien passé ce matin. J'apprécie ce type de tracés où les nombreuses portions glissantes réclament du pilotage. J'ai pu rouler sur un très bon rythme, sans pour autant être en permanence à la limite puisque les écarts avec les concurrents qui nous suivaient se sont creusés. »,. Détenteur de plus d'une minute d'avance sur le Finlandais et hors d'atteinte à la régulière, l'Alsacien réduit son rythme et la prise de risques à l'entame de la dernière journée de course, et s'impose pour la deuxième fois consécutive en terre mexicaine. La deuxième place finale de Grönholm ne lui permet cependant pas de compenser le score vierge établi en Norvège au niveau du championnat Pilotes : « J'avais hâte de voir le potentiel de la C4 WRC sur la terre. Ce que j'avais ressenti sur la neige était prometteur et je n'ai pas été déçu ici. La C4 WRC est à la fois rapide et efficace. Je suis très à l'aise à son volant. Elle est stable, moins survireuse et son potentiel se révèle excellent dans toutes les situations. Cela permet d'être optimiste pour la suite même si on sait, comme on l'a vu ici, que ce ne sera pas facile. »,.
| Étape   | Jour   | E.S. | Heure   | Nom             | Distance | Clas. Spé. | Temps         | Vit. Moy.  | Clas. |
| ------- | ------ | ---- | ------- | --------------- | -------- | ---------- | ------------- | ---------- | ----- |
| Étape 1 | 9 mar  | SS1  | 8 h 28  | Alfaro 1        | 23,06 km | 2e         | 14 min 06 s 4 | 98,1 km/h  | 2e    |
| Étape 1 | 9 mar  | SS2  | 9 h 51  | Ortega 1        | 29,66 km | 3e         | 17 min 31 s 9 | 101,5 km/h | 2e    |
| Étape 1 | 9 mar  | SS3  | 10 h 34 | El Cubilete 1   | 17,88 km | 2e         | 9 min 47 s 2  | 109,6 km/h | 2e    |
| Étape 1 | 9 mar  | SS4  | 13 h 02 | Alfaro 2        | 23,06 km | 1er        | 13 min 47 s 0 | 100,4 km/h | 2e    |
| Étape 1 | 9 mar  | SS5  | 14 h 25 | Ortega 2        | 29,66 km | 2e         | 16 min 58 s 3 | 104,9 km/h | 2e    |
| Étape 1 | 9 mar  | SS6  | 15 h 08 | El Cubilete 2   | 17,88 km | 1er        | 9 min 37 s 5  | 111,5 km/h | 1er   |
| Étape 1 | 9 mar  | SS7  | 16 h 29 | Super Special 1 | 2,21 km  | 2e         | 1 min 43 s 4  | 76,9 km/h  | 1er   |
| Étape 1 | 9 mar  | SS8  | 16 h 33 | Super Special 2 | 2,21 km  | 3e         | 1 min 42 s 7  | 77,5 km/h  | 1er   |
| Étape 2 | 10 mar | SS9  | 8 h 19  | Ibarrilla 1     | 30,20 km | 1er        | 18 min 17 s 3 | 99,1 km/h  | 1er   |
| Étape 2 | 10 mar | SS10 | 9 h 42  | Duarte 1        | 23,51 km | 1er        | 17 min 55 s 0 | 78,7 km/h  | 1er   |
| Étape 2 | 10 mar | SS11 | 10 h 33 | Derramadero 1   | 23,27 km | 2e         | 14 min 03 s 9 | 99,3 km/h  | 1er   |
| Étape 2 | 10 mar | SS12 | 13 h 07 | Ibarrilla 2     | 30,20 km | 1er        | 18 min 02 s 6 | 100,4 km/h | 1er   |
| Étape 2 | 10 mar | SS13 | 14 h 30 | Duarte 2        | 23,51 km | 2e         | 17 min 34 s 6 | 80,3 km/h  | 1er   |
| Étape 2 | 10 mar | SS14 | 15 h 21 | Derramadero 2   | 23,27 km | 1er        | 13 min 49 s 4 | 101,0 km/h | 1er   |
| Étape 2 | 10 mar | SS15 | 16 h 35 | Super Special 3 | 2,21 km  | 4e         | 1 min 45 s 3  | 75,6 km/h  | 1er   |
| Étape 2 | 10 mar | SS16 | 16 h 39 | Super Special 4 | 2,21 km  | 4e         | 1 min 44 s 5  | 76,1 km/h  | 1er   |
| Étape 3 | 11 mar | SS17 | 8 h 23  | León            | 16,29 km | 2e         | 10 min 39 s 7 | 91,7 km/h  | 1er   |
| Étape 3 | 11 mar | SS18 | 8 h 54  | Guanajuatito    | 23,34 km | 2e         | 15 min 13 s 8 | 92,0 km/h  | 1er   |
| Étape 3 | 11 mar | SS19 | 10 h 17 | Comanjilla      | 18,01 km | 4e         | 10 min 27 s 7 | 103,3 km/h | 1er   |
| Étape 3 | 11 mar | SS20 | 11 h 28 | Super Special 5 | 4,42 km  | 2e         | 3 min 25 s 1  | 77,6 km/h  | 1er   |

### 41º Vodafone Rally de Portugal
Le rallye du Portugal effectue son retour au sein du calendrier mondial après six années d'absence. Considérée comme une classique du championnat WRC qui connut son âge d'or au milieu de la décennie 1980 lors de l'ère des Groupes B, cette épreuve présente un tracé concentré et une surface dure recouverte de graviers la rendant partiellement abrasive. Hormis les reconnaissances auxquelles il participa lors de l'édition 2001, Sébastien Loeb ne dispose d'aucune expérience sur cette nouvelle manche avant le coup d'envoi et doit ainsi faire face à plusieurs inconnues,,. Troisième à l'issue de la Super-Spéciale d'ouverture, l'Alsacien réalise un départ en demi-teinte au moment d'aborder les premiers tronçons significatifs. Manquant de confiance dans ses réglages et ses notes, qualifiées de trop optimistes, il concède une dizaine de secondes sur les pilotes Ford avant de signer son premier scratch lors du premier passage de S. Brás de Alportel : « J'ai attaqué très fort, j'ai pris beaucoup de risques. Je ne pouvais pas faire plus. Nous sommes en pleine bagarre. ». Revenu en seconde position derrière Marcus Grönholm au moment d'aborder la deuxième boucle, Loeb profite de l'assistance pour ajuster son Set-Up au regard des problèmes rencontrés au cours de la matinée. Devancé par le Finlandais dans le premier secteur, il revient au contact en s'imposant dans le suivant puis s'empare des commandes du général en enregistrant un troisième scratch lors du dernier chrono de la journée grâce à ses gommes davantage préservées : « C'était une journée très difficile. On a fait jeu égal avec Grönholm, il fallait prendre tous les risques pour être devant. Le bilan est positif. On est trois secondes devant lui, c'est pas énorme mais c'est toujours ça, on est devant. »,,. Sur un terrain rendu boueux par les averses survenues durant la nuit, le triple champion du monde est le seul pilote à chausser des pneus tendres au départ de la deuxième étape, prenant ainsi le risque de les voir se détériorer rapidement au fil de la journée avec l'assèchement des spéciales. Parti sur un rythme offensif, il s'impose dans le premier secteur mais sans parvenir à enregistrer un écart important sur son rival scandinave, ce dernier s'attendant alors à reprendre la tête par la suite : « C'était plus glissant à la fin, et nous avons usé nos pneus. Mais il va détruire les siens lors des deux prochaines spéciales. ». Cette prédiction ne se réalisera pas et Loeb créé la surprise en réalisant à nouveau la meilleure marque dans les deux autres tronçons de la première boucle avec une prise de risques importante : « Je suis vraiment surpris de mon chrono car ça a beaucoup séché et je pensais que des pneus plus durs auraient été plus adaptés. Marcus ne laisse pas tomber tant qu'il n'est pas à quarante secondes derrière. Il reste trois spéciales cet après-midi, quatre dimanche. Il faut continuer comme ça. ». Le rythme adopté par les deux rivaux est alors tel que tous les autres concurrents se voient reléguer au-delà de la minute au classement général. Le pilote Citroën prend à nouveau Grönholm et le reste du peloton à contre-pied en optant pour des gommes plus dures en vue de la deuxième boucle. Avouant rouler au-dessus de sa limite habituelle, il s'impose une fois de plus sur l'ensemble des spéciales au programme et creuse des écarts significatifs sur le Finlandais, victime de la destruction de ses pneumatiques,. Désormais détenteur d'une avance de plus de quarante secondes à l'entame de la dernière journée, l'Alsacien décide de réduire son rythme en se calant sur les temps partiels intermédiaires de son adversaire et ainsi contrôler sa remontée. La distance totale constituant les cinq dernières spéciales au programme reste insuffisante pour modifier le classement des places d'honneur à la régulière et Loeb s'impose finalement au Portugal pour sa première participation devant les deux pilotes Ford d'usine. Mais six heures après la cérémonie officielle de clôture, l'ensemble des voitures de la marque à l'Ovale écopent chacune de cinq minutes de pénalité sur décision des commissaires en raison d'une épaisseur des vitres latérales jugée inférieure au minimum réglementaire. Rétrogradé à la quatrième place consécutivement à cette annonce, Marcus Grönholm cède ainsi sur tapis vert la tête du classement mondial à Sébastien Loeb.
| Étape   | Jour    | E.S. | Heure   | Nom                   | Distance | Clas. Spé. | Temps         | Vit. Moy.  | Clas. |
| ------- | ------- | ---- | ------- | --------------------- | -------- | ---------- | ------------- | ---------- | ----- |
| Étape 1 | 29 mar  | SS1  | 17 h 35 | SSS Estádio Algarve 1 | 2,03 km  | 3e         | 2 min 09 s 1  | 56,6 km/h  | 3e    |
| Étape 1 | 30 mar  | SS2  | 10 h 27 | Tavira 1              | 19,92 km | 4e         | 14 min 12 s 6 | 84,1 km/h  | 4e    |
| Étape 1 | 30 mar  | SS3  | 11 h 27 | Serra de Tavira 1     | 24,38 km | 3e         | 16 min 36 s 5 | 88,1 km/h  | 4e    |
| Étape 1 | 30 mar  | SS4  | 12 h 15 | S. Brás de Alportel 1 | 16,08 km | 1er        | 11 min 24 s 3 | 84,6 km/h  | 2e    |
| Étape 1 | 30 mar  | SS5  | 14 h 44 | Tavira 2              | 19,92 km | 3e         | 13 min 55 s 7 | 85,8 km/h  | 2e    |
| Étape 1 | 30 mar  | SS6  | 15 h 44 | Serra de Tavira 2     | 24,38 km | 1er        | 16 min 10 s 2 | 90,5 km/h  | 2e    |
| Étape 1 | 30 mar  | SS7  | 16 h 32 | S. Brás de Alportel 2 | 16,08 km | 1er        | 11 min 10 s 6 | 86,3 km/h  | 1er   |
| Étape 2 | 31 mar  | SS8  | 9 h 48  | Silves - Ourique 1    | 30,69 km | 1er        | 21 min 36 s 5 | 85,2 km/h  | 1er   |
| Étape 2 | 31 mar  | SS9  | 10 h 37 | Ourique 1             | 24,88 km | 1er        | 14 min 59 s 9 | 99,5 km/h  | 1er   |
| Étape 2 | 31 mar  | SS10 | 11 h 32 | Almodovar 1           | 20,89 km | 1er        | 11 min 40 s 5 | 107,4 km/h | 1er   |
| Étape 2 | 31 mar  | SS11 | 14 h 50 | Silves - Ourique 2    | 30,69 km | 1er        | 20 min 16 s 0 | 90,9 km/h  | 1er   |
| Étape 2 | 31 mar  | SS12 | 15 h 39 | Ourique 2             | 24,88 km | 1er        | 14 min 35 s 0 | 102,4 km/h | 1er   |
| Étape 2 | 31 mar  | SS13 | 16 h 34 | Almodovar 2           | 20,89 km | 1er        | 11 min 38 s 6 | 107,6 km/h | 1er   |
| Étape 3 | 1er avr | SS14 | 8 h 07  | Loulé - Almodovar 1   | 17,60 km | 2e         | 11 min 23 s 3 | 92,7 km/h  | 1er   |
| Étape 3 | 1er avr | SS15 | 8 h 39  | Loulé 1               | 22,08 km | 1er        | 14 min 09 s 3 | 93,6 km/h  | 1er   |
| Étape 3 | 1er avr | SS16 | 11 h 42 | Loulé - Almodovar 2   | 17,60 km | 2e         | 11 min 18 s 7 | 93,4 km/h  | 1er   |
| Étape 3 | 1er avr | SS17 | 12 h 14 | Loulé 2               | 22,08 km | 2e         | 14 min 09 s 5 | 93,6 km/h  | 1er   |
| Étape 3 | 1er avr | SS18 | 14 h 00 | SSS Estádio Algarve 2 | 2,03 km  | 1er        | 2 min 06 s 8  | 57,6 km/h  | 1er   |

### 27º YPF Rally Argentina
Le choix des organisateurs de promouvoir la mise en place d'une Super-Spéciale d'ouverture à Buenos Aires, distante de plusieurs centaines de kilomètres du centre névralgique de l'épreuve situé à Córdoba, couplé à une météo capricieuse, entraînent l'amputation de la quasi-totalité de la première étape du rallye d'Argentine. Le retard de sept heures pris par l'embarquement des pilotes et du fret des écuries à bord des avions garants de la liaison rendait en effet physiquement impossible la tenue des spéciales concernées. Échaudé par une nuit passée à l'aéroport en raison des incidents logistiques, Sébastien Loeb prend le départ de la deuxième étape sur un rythme offensif et s'adjuge les cinq temps scratchs au programme de la matinée. Sur des pistes détrempées et rendues boueuses avec les orages de la veille, l'Alsacien voit le handicap du balayage dont il devait écoper se retrouver significativement amoindri et construit ainsi une avance de plus de quinze secondes sur Marcus Grönholm : « Je me sentais bien dans la voiture, j'ai attaqué tout le long du parcours. J'ai peut-être un peu plus attaqué que d'habitude. C'était de toute façon difficile d'en faire plus. ». Passé l'assistance de mi-journée, le Finlandais réplique dans les deux passages de Santa Rosa - San Agustín mais abandonne davantage de temps dans les autres secteurs, augmentant ainsi le retard accumulé lors de son arrivée au parc fermé de fin d'étape. Auteur d'un choix de pneus optimal en optant pour des gommes tendres, déjà épuisées dans les stocks de ses principaux rivaux, Loeb poursuit son offensive dans la première spéciale de la dernière journée de course noyée dans le brouillard et accroît son avance de huit secondes supplémentaires. Le tournant du rallye a finalement lieu dans le premier passage de la mythique El Cóndor, tracée sur les versants du volcan du même nom. Grönholm y accuse un retard de plus de vingt secondes à l'arrivée après avoir manqué un point de freinage et tiré tout droit. Le triple champion du monde réduit alors la prise de risques et rejoint l'arrivée sans commettre d'erreurs pour décrocher une troisième victoire consécutive en Argentine devant les deux pilotes de l'écurie Ford.
| Étape   | Jour  | E.S. | Heure   | Nom                              | Distance | Clas. Spé.         | Temps              | Vit. Moy.          | Clas. |
| ------- | ----- | ---- | ------- | -------------------------------- | -------- | ------------------ | ------------------ | ------------------ | ----- |
| Étape 1 | 3 mai | SS1  | 18 h 35 | SSS River Plate Stadium          | 2,40 km  | 4e                 | 2 min 09 s 8       | 66,6 km/h          | 4e    |
| Étape 1 | 4 mai | SS2  | 10 h 45 | Capilla del Monte - San Marcos 1 | 22,95 km | Spéciales annulées | Spéciales annulées | Spéciales annulées | 4e    |
| Étape 1 | 4 mai | SS3  | 11 h 22 | San Marcos - Cuchi Corral 1      | 19,24 km | Spéciales annulées | Spéciales annulées | Spéciales annulées | 4e    |
| Étape 1 | 4 mai | SS4  | 12 h 20 | Villa Giardino - La Falda 1      | 15,50 km | Spéciales annulées | Spéciales annulées | Spéciales annulées | 4e    |
| Étape 1 | 4 mai | SS5  | 12 h 51 | Valle Hermoso - Casagrande 1     | 10,95 km | Spéciales annulées | Spéciales annulées | Spéciales annulées | 4e    |
| Étape 1 | 4 mai | SS6  | 13 h 32 | Cosquín - Tanti 1                | 11,27 km | Spéciales annulées | Spéciales annulées | Spéciales annulées | 4e    |
| Étape 1 | 4 mai | SS7  | 16 h 11 | Capilla del Monte - San Marcos 2 | 22,95 km | Spéciales annulées | Spéciales annulées | Spéciales annulées | 4e    |
| Étape 1 | 4 mai | SS8  | 16 h 48 | San Marcos - Cuchi Corral 2      | 19,24 km | Spéciales annulées | Spéciales annulées | Spéciales annulées | 4e    |
| Étape 1 | 4 mai | SS9  | 19 h 05 | SSS Estadio Córdoba 1            | 2,40 km  | 3e                 | 2 min 33 s 1       | 56,4 km/h          | 3e    |
| Étape 2 | 5 mai | SS10 | 8 h 23  | La Cumbre - Agua de Oro          | 18,70 km | 1er                | 15 min 35 s 1      | 72,0 km/h          | 1er   |
| Étape 2 | 5 mai | SS11 | 9 h 21  | Ascochinga - La Cumbre           | 23,28 km | 1er                | 14 min 45 s 2      | 94,7 km/h          | 1er   |
| Étape 2 | 5 mai | SS12 | 10 h 14 | Villa Giardino - La Falda 2      | 15,50 km | 1er                | 11 min 02 s 6      | 84,2 km/h          | 1er   |
| Étape 2 | 5 mai | SS13 | 10 h 45 | Valle Hermoso - Casagrande 2     | 10,95 km | 1er                | 7 min 11 s 3       | 91,4 km/h          | 1er   |
| Étape 2 | 5 mai | SS14 | 11 h 26 | Cosquín - Tanti 2                | 11,27 km | 1er                | 6 min 09 s 5       | 109,8 km/h         | 1er   |
| Étape 2 | 5 mai | SS15 | 14 h 13 | Santa Rosa - San Agustín 1       | 21,41 km | 2e                 | 12 min 50 s 7      | 100,0 km/h         | 1er   |
| Étape 2 | 5 mai | SS16 | 15 h 06 | Las Bajadas - Villa del Dique    | 16,35 km | 1er                | 8 min 39 s 8       | 113,2 km/h         | 1er   |
| Étape 2 | 5 mai | SS17 | 15 h 52 | Amboy - Santa Mónica             | 20,29 km | 1er                | 10 min 19 s 4      | 117,9 km/h         | 1er   |
| Étape 2 | 5 mai | SS18 | 16 h 57 | Santa Rosa - San Agustín 2       | 21,41 km | 2e                 | 12 min 56 s 5      | 99,3 km/h          | 1er   |
| Étape 3 | 6 mai | SS19 | 8 h 00  | Mina Clavero - Giulio Cèsare 1   | 24,45 km | 1er                | 18 min 48 s 8      | 78,0 km/h          | 1er   |
| Étape 3 | 6 mai | SS20 | 8 h 43  | El Cóndor - Copina 1             | 16,82 km | 2e                 | 13 min 49 s 4      | 73,0 km/h          | 1er   |
| Étape 3 | 6 mai | SS21 | 10 h 06 | Mina Clavero - Giulio Cèsare 2   | 24,45 km | 1er                | 18 min 51 s 2      | 77,8 km/h          | 1er   |
| Étape 3 | 6 mai | SS22 | 10 h 49 | El Cóndor - Copina 2             | 16,82 km | 5e                 | 13 min 56 s 0      | 72,4 km/h          | 1er   |
| Étape 3 | 6 mai | SS23 | 13 h 05 | SSS Estadio Córdoba 2            | 2,40 km  | 1er                | 2 min 25 s 4       | 59,4 km/h          | 1er   |

### 4º Rally d'Italia-Sardegna
Les organisateurs du rallye de Sardaigne poursuivent cette année-là leur projet de renouvellement de l'épreuve italienne avec un parcours constitué pour près de moitié de spéciales inédites en mondial. Le côté abrasif typique des manches méditerranéennes demeure et, avec une météo sèche, laisse présager un impact significatif du balayage pour les premiers pilotes à s'élancer. Ce dernier point se voit confirmer par Sébastien Loeb, titulaire du rôle d'ouvreur dans la première spéciale qu'il achève en cinquième position : « Les routes sont très étroites. J'ai dû nettoyer la piste pour les autres et j'ai eu du mal à suivre la trajectoire optimale. ». L'Alsacien parvient à signer le scratch dans le secteur suivant, moins poussiéreux et au revêtement plus propre, avant de subir une nouvelle fois les contraintes du balayage dans le dernier tronçon de la première boucle. Les deuxièmes passages de l'après-midi lui permettent de bénéficier de conditions de route plus standards et quasiment similaires à celles de ses adversaires. Il accroche le podium provisoire du classement général à l'issue de Crastazza puis s'impose de manière dominatrice dans le secteur suivant en établissant un écart supérieur à douze secondes, lui permettant ainsi de revenir au contact du leader Marcus Grönholm. Victime d'un amortisseur avant gauche cassé et d'une fuite d'huile causés par un choc contre une pierre, le Finlandais abandonne plus de vingt-cinq secondes dans le dernier chrono de la journée et cède les commandes à Sébastien Loeb au moment du retour au parc fermé. Le pilote de la marque aux chevrons poursuit son offensive le lendemain en remportant l'ensemble des temps scratchs de la première boucle au prix d'une attaque intensive mais frôle l'accident dans Monte Lerno en évitant de justesse une roue de secours s'étant détachée de la Ford Focus WRC de Grönholm. Constatant qu'un de ses pneus fuyait au niveau du système anti-crevaison et n'ayant dès lors plus de solution de rechange, le Scandinave se résout à réduire son rythme et rejoint le parc d'assistance de la mi-journée avec un retard de plus de quarante secondes. Loeb profite alors des positions de départ inversées pour récupérer les temps intermédiaires de son adversaire et se caler sur son rythme sans prise de risques importante dans les deuxièmes passages : « Je ne voulais pas qu'il s'imagine nous reprendre du temps ! Tout a très bien fonctionné. La C4 s'est très bien comportée, notre choix de pneus était le bon. Ce n'était pas à moi d'attaquer, ni à prendre des risques. J'ai donc essayé de rouler vite pour rester concentré tout en évitant les erreurs. »,. Détenteur d'une avance supérieure à trente-cinq secondes avant d'aborder une dernière étape tenant plus de la formalité compte tenu de sa longueur inférieure à 60 km, le Français ne peut plus être rejoint à la régulière et semble avoir course gagnée. Mais dès la première spéciale du jour, il perd le contrôle de sa voiture à la réception d'une bosse et sort de la route : « C'était une nouvelle spéciale, difficile, piégeuse, avec beaucoup de sommets. J'ai peut-être surestimé la vitesse dans les notes. Je me suis fait déporter après le sommet d'une bosse et j'ai touché le talus avec l'arrière. Je suis parti dans le fossé et on a tapé une pierre avec la roue avant gauche. J'ai continué comme j'ai pu, pour essayer de sortir de la spéciale, et puis le train avant a complètement lâché, donc on s'est arrêté. ». Marcus Grönholm hérite de la victoire et profite de l'abandon et du score vierge établi par Loeb pour reprendre la première place du championnat Pilotes avec une avance de sept points sur l'Alsacien,,,.
| Étape   | Jour   | E.S. | Heure   | Nom              | Distance | Clas. Spé. | Temps         | Vit. Moy. | Clas.   |
| ------- | ------ | ---- | ------- | ---------------- | -------- | ---------- | ------------- | --------- | ------- |
| Étape 1 | 18 mai | SS1  | 9 h 43  | Crastazza 1      | 31,13 km | 5e         | 21 min 40 s 2 | 86,2 km/h | 5e      |
| Étape 1 | 18 mai | SS2  | 10 h 58 | Terranova 1      | 21,21 km | 1er        | 15 min 14 s 9 | 83,5 km/h | 3e      |
| Étape 1 | 18 mai | SS3  | 11 h 34 | Monte Olia 1     | 20,36 km | 6e         | 15 min 01 s 1 | 81,3 km/h | 5e      |
| Étape 1 | 18 mai | SS4  | 14 h 53 | Crastazza 2      | 31,13 km | 2e         | 20 min 58 s 0 | 89,1 km/h | 3e      |
| Étape 1 | 18 mai | SS5  | 16 h 08 | Terranova 2      | 21,21 km | 1er        | 14 min 44 s 9 | 86,3 km/h | 2e      |
| Étape 1 | 18 mai | SS6  | 16 h 44 | Monte Olia 2     | 20,36 km | 1er        | 14 min 30 s 9 | 84,2 km/h | 1er     |
| Étape 2 | 19 mai | SS7  | 9 h 25  | Loelle 1         | 22,57 km | 1er        | 13 min 40 s 6 | 99,0 km/h | 1er     |
| Étape 2 | 19 mai | SS8  | 10 h 25 | Monte Lerno 1    | 29,31 km | 1er        | 19 min 23 s 3 | 90,7 km/h | 1er     |
| Étape 2 | 19 mai | SS9  | 11 h 10 | Su Filigosu 1    | 19,48 km | 1er        | 12 min 36 s 3 | 92,7 km/h | 1er     |
| Étape 2 | 19 mai | SS10 | 14 h 45 | Loelle 2         | 22,57 km | 2e         | 13 min 33 s 2 | 99,9 km/h | 1er     |
| Étape 2 | 19 mai | SS11 | 15 h 45 | Monte Lerno 2    | 29,31 km | 1er        | 18 min 58 s 7 | 92,7 km/h | 1er     |
| Étape 2 | 19 mai | SS12 | 16 h 30 | Su Filigosu 2    | 19,48 km | 2e         | 12 min 23 s 5 | 94,3 km/h | 1er     |
| Étape 3 | 20 mai | SS13 | 7 h 55  | S. Giovanni 1    | 10,66 km | Abandon    | Abandon       | Abandon   | Abandon |
| Étape 3 | 20 mai | SS14 | 9 h 06  | Monte Nuragone 1 | 7,67 km  | Abandon    | Abandon       | Abandon   | Abandon |
| Étape 3 | 20 mai | SS15 | 9 h 50  | Braniatogghiu 1  | 9,04 km  | Abandon    | Abandon       | Abandon   | Abandon |
| Étape 3 | 20 mai | SS16 | 10 h 57 | S. Giovanni 2    | 10,66 km | Abandon    | Abandon       | Abandon   | Abandon |
| Étape 3 | 20 mai | SS17 | 12 h 08 | Monte Nuragone 2 | 7,67 km  | Abandon    | Abandon       | Abandon   | Abandon |
| Étape 3 | 20 mai | SS18 | 12 h 52 | Braniatogghiu 2  | 9,04 km  | Abandon    | Abandon       | Abandon   | Abandon |

### 54th BP Ultimate Acropolis Rally of Greece

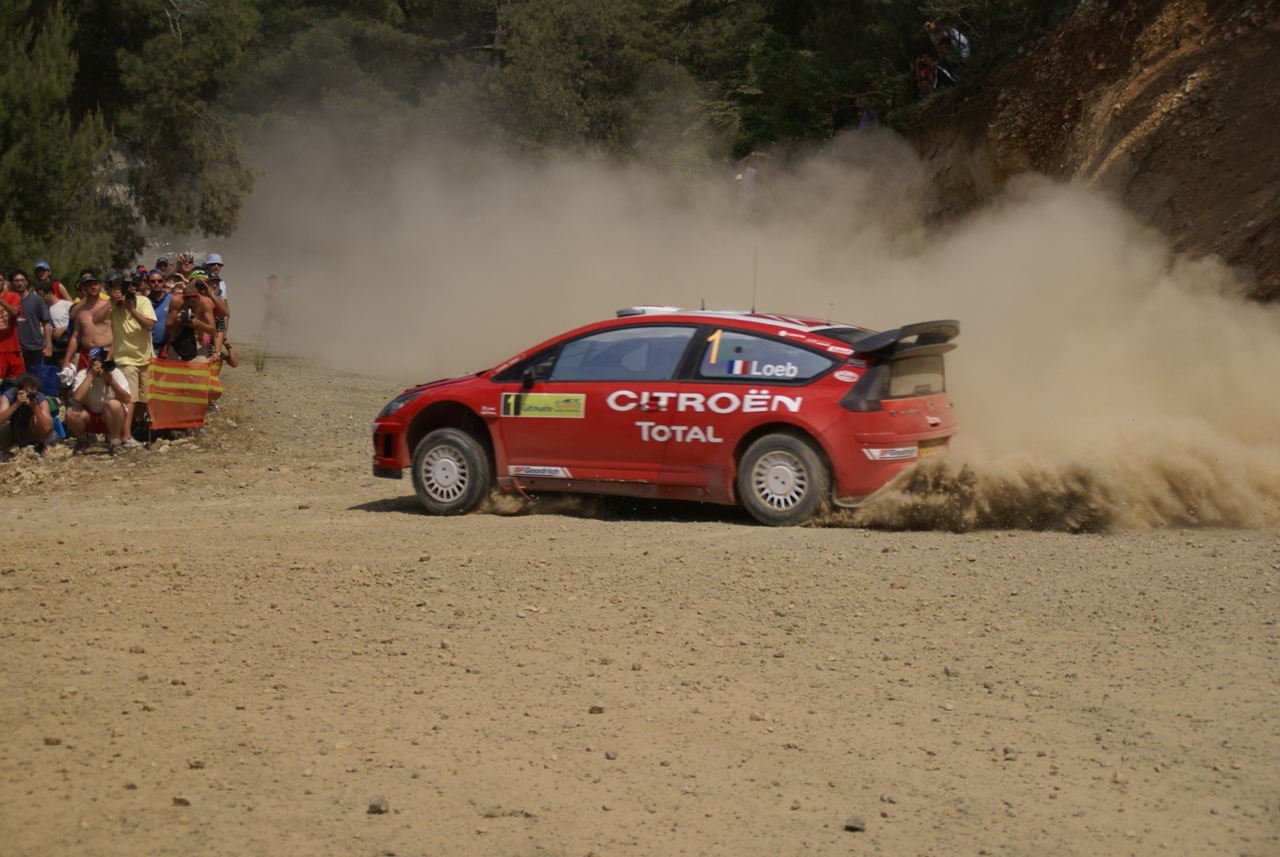
Sébastien Loeb doit s'incliner et se contenter de la deuxième place au rallye de l'Acropole, impuissant face à Marcus Grönholm et sa Ford Focus WRC.

Avec le retrait de la manche chypriote du calendrier mondial, le rallye de l'Acropole retrouve son statut d'épreuve la plus cassante de la saison, ce trait caractéristique ayant gagné en intensité avec le déplacement de l’événement dans la région d'Athènes depuis l'année précédente. Contraints de s'élancer en premiers dans les spéciales, Sébastien Loeb et Marcus Grönholm subissent tous deux les effets du balayage et concèdent près de quinze secondes sur l'ensemble de la première boucle. Bénéficiant d'une piste nettoyée, les pilotes de l'équipe Subaru Petter Solberg et Chris Atkinson monopolisent le haut de la feuille des temps et s'emparent des commandes du rallye. Sixième du général au moment d'aborder les deuxièmes passages, Loeb doit user de compromis pour passer à l'offensive sans pour autant risquer de détruire sa mécanique contre les nombreuses pierres présentes sur les spéciales plus dégradées. Après avoir repris Dani Sordo et Mikko Hirvonen, il se hisse en quatrième position au soir de la première journée mais reste globalement en deçà du rythme de Grönholm, nouveau leader et auteur de deux temps scratchs : « J'ai pris beaucoup de risques pour augmenter ma cadence mais Marcus a été encore plus rapide. ». Le Finlandais poursuit son offensive le lendemain en s'imposant dans la spéciale la plus longue du rallye, Agii Theodori et ses 50 km, et creuse un écart intermédiaire de plus de dix secondes sur Loeb, victime d'une crevaison en fin de parcours. L'Alsacien s'empare quant à lui de la troisième place d'Atkinson puis prend le dessus sur Solberg dans le secteur suivant en signant le meilleur temps. Le Norvégien riposte à son tour et un duel serré s'engage alors entre le trio de tête du classement général, séparé par des écarts en spéciales de quelques dixièmes. Le tournant du rallye et la fin de la lutte pour la victoire surviennent dans le deuxième passage de Agii Theodori. Marcus Grönholm réitère sa performance de la matinée et devance à l'arrivée tous les autres pilotes de plus de vingt secondes. Loeb en abandonne presque trente en raison d'un choix de pneus risqué mais parvient à s'imposer dans la totalité des secteurs restant au programme de la journée : « J'ai attaqué très fort ! Je savais qu'il était possible de creuser des écarts sur ces 48,8 km. À une dizaine de kilomètres de l'arrivée, j'ai senti que mes deux pneus avant étaient crevés. J'ai pu terminer mais j'ai du considérablement réduire mon allure. ». Il récupère ainsi la deuxième place de Petter Solberg avant le retour au parc fermé, le champion du monde 2003 ayant brisé un amortisseur de sa Subaru Impreza,. Accusant un retard de plus de quarante secondes sur son adversaire Finlandais avant d'aborder la dernière étape, l'Alsacien estime impossible d'aller chercher la victoire à la régulière et décide de réduire la prise de risques avec la défense de sa position comme seul objectif. Il rallie l'arrivée sans commettre d'erreurs mais voit l'écart le séparant de Grönholm au championnat Pilotes se creuser davantage : « Ce qui nous a compliqué la vie sur ce rallye, c'est peut-être un petit défaut sur le pont arrière le premier jour, la voiture n'était pas aussi efficace qu'elle devait l'être et on a perdu du temps. Ensuite, il y a eu les réglages d'amortisseurs, de différentiels, qu'on a mis un peu de temps à trouver pour être bien sur ce terrain cassant. »,.
| Étape   | Jour     | E.S. | Heure   | Nom                               | Distance | Clas. Spé.       | Temps            | Vit. Moy.        | Clas. |
| ------- | -------- | ---- | ------- | --------------------------------- | -------- | ---------------- | ---------------- | ---------------- | ----- |
| Étape 1 | 31 mai   | SS1  | 19 h 00 | Hippodrome 1                      | 3,20 km  | 3e               | 2 min 51 s 1     | 67,3 km/h        | 3e    |
| Étape 1 | 1er juin | SS2  | 9 h 13  | Schimatari 1                      | 11,57 km | 7e               | 10 min 29 s 5    | 66,2 km/h        | 7e    |
| Étape 1 | 1er juin | SS3  | 10 h 01 | Thiva 1                           | 23,76 km | 3e               | 16 min 49 s 9    | 84,7 km/h        | 6e    |
| Étape 1 | 1er juin | SS4  | 11 h 17 | Agia Sotira 1                     | 15,20 km | 5e               | 9 min 46 s 1     | 93,4 km/h        | 6e    |
| Étape 1 | 1er juin | SS5  | 12 h 40 | Olympic Properties (Markopoulo) 1 | 5,16 km  | 4e               | 3 min 35 s 0     | 86,4 km/h        | 6e    |
| Étape 1 | 1er juin | SS6  | 14 h 55 | Schimatari 2                      | 11,57 km | 2e               | 10 min 14 s 5    | 67,8 km/h        | 5e    |
| Étape 1 | 1er juin | SS7  | 15 h 43 | Thiva 2                           | 23,76 km | 3e               | 16 min 14 s 0    | 87,8 km/h        | 4e    |
| Étape 1 | 1er juin | SS8  | 16 h 59 | Agia Sotira 2                     | 15,20 km | 1er              | 9 min 25 s 6     | 96,7 km/h        | 4e    |
| Étape 1 | 1er juin | SS9  | 18 h 12 | Imittos 1                         | 11,44 km | Spéciale annulée | Spéciale annulée | Spéciale annulée | 4e    |
| Étape 2 | 2 juin   | SS10 | 9 h 03  | Agii Theodori 1                   | 48,88 km | 2e               | 32 min 58 s 6    | 88,9 km/h        | 3e    |
| Étape 2 | 2 juin   | SS11 | 10 h 36 | Loutraki 1                        | 9,18 km  | 1er              | 7 min 21 s 1     | 74,9 km/h        | 2e    |
| Étape 2 | 2 juin   | SS12 | 11 h 41 | Agia Triada 1                     | 10,80 km | 3e               | 7 min 29 s 5     | 86,5 km/h        | 3e    |
| Étape 2 | 2 juin   | SS13 | 12 h 54 | Olympic Properties (Markopoulo) 2 | 5,16 km  | 3e               | 3 min 24 s 2     | 91,0 km/h        | 3e    |
| Étape 2 | 2 juin   | SS14 | 15 h 19 | Agii Theodori 2                   | 48,88 km | 3e               | 33 min 01 s 8    | 88,8 km/h        | 3e    |
| Étape 2 | 2 juin   | SS15 | 16 h 52 | Loutraki 2                        | 9,18 km  | 1er              | 7 min 14 s 7     | 76,0 km/h        | 3e    |
| Étape 2 | 2 juin   | SS16 | 17 h 57 | Agia Triada 2                     | 10,80 km | 1er              | 7 min 17 s 2     | 88,9 km/h        | 2e    |
| Étape 2 | 2 juin   | SS17 | 19 h 17 | Hippodrome 2                      | 3,20 km  | 1er              | 2 min 52 s 8     | 66,7 km/h        | 2e    |
| Étape 3 | 3 juin   | SS18 | 7 h 33  | Avlonas 1                         | 20,00 km | 1er              | 12 min 05 s 1    | 99,3 km/h        | 2e    |
| Étape 3 | 3 juin   | SS19 | 8 h 13  | Assopia 1                         | 17,87 km | 2e               | 11 min 00 s 7    | 97,4 km/h        | 2e    |
| Étape 3 | 3 juin   | SS20 | 9 h 33  | Imittos 2                         | 11,44 km | Spéciale annulée | Spéciale annulée | Spéciale annulée | 2e    |
| Étape 3 | 3 juin   | SS21 | 12 h 05 | Avlonas 2                         | 20,00 km | 5e               | 12 min 03 s 5    | 99,5 km/h        | 2e    |
| Étape 3 | 3 juin   | SS22 | 12 h 45 | Assopia 2                         | 17,87 km | 3e               | 10 min 49 s 5    | 99,0 km/h        | 2e    |
| Étape 3 | 3 juin   | SS23 | 14 h 30 | Hippodrome 3                      | 3,20 km  | 4e               | 2 min 56 s 8     | 65,2 km/h        | 2e    |

### 57th Neste Oil Rally Finland
Le rallye de Finlande marque l'entame de la seconde moitié de la saison. Accusant neuf longueurs de retard sur Marcus Grönholm au classement mondial, soit l'équivalent de près d'une victoire, Sébastien Loeb estime n'avoir pas d'autre choix que de jouer la gagne sur un terrain où son principal adversaire fait preuve d'une réputation de quasi-invincibilité : « Il n'y a pas trop de questions à se poser. Je vais essayer de jouer la gagne, d'attaquer et voir ce que donnent les résultats. Je ne peux pas tout tenter non plus au risque d'aggraver encore la situation. Cette position n'est pas évidente, mais tout peut aller très vite car Marcus Grönholm non plus n'est pas à l'abri de faire une erreur. ». Les conditions initiales ne plaident cependant pas en la faveur de l'Alsacien, avec un renouvellement voulu par les organisateurs de la moitié des spéciales, tendant ainsi à privilégier la plus grande expérience du Finlandais sur son épreuve nationale, et l'introduction de la nouvelle évolution annuelle de la Ford Focus WRC aux mains de ce dernier,,. Troisième à l'issue de la Super-Spéciale d'ouverture, Loeb parvient à garder le contact avec les pilotes de la marque à l'Ovale dans les premiers secteurs significatifs du vendredi matin, malgré une coupure moteur survenue dans une épingle de Palsankylä lui ayant fait perdre une poignée de secondes. Grönholm se porte quant à lui en tête devant son coéquipier Mikko Hirvonen après l'assistance de mi-journée et s'adjuge les sept temps scratchs restant au programme de la première étape. Troisième du classement général, Sébastien Loeb adopte un rythme offensif proche de celui de ses adversaires, mais en concédant quelques dixièmes sur chaque spéciale, son retard au général ne cesse de croître pour finalement dépasser les vingt secondes lors du retour au parc fermé : « On n'arrive pas à suivre le rythme des Ford, j'ai pourtant bien essayé mais il n'y a rien à faire. La C4 est meilleure que la Xsara mais la Ford a bien évolué. L'an dernier on était plus proches. Petit à petit on perd le contact et on se retrouve à vingt secondes. »,,. Après une nuit passée à affiner les réglages de sa voiture, il signe son premier scratch le lendemain dès l'entame de la seconde journée. Les deux pilotes Ford répliquent dans le secteur suivant, Marcus Grönholm alignant pour sa part six temps scratchs consécutifs. Loeb subit le même scénario que la veille, concédant quelques secondes au terme de chaque spéciale, puis abdique définitivement à l'issue du premier passage de Ouninpohja, reconnaissant la supériorité de son rival : « Je continue de pousser mais il n'y a rien à faire face aux Ford. Quand je rentre dans la spéciale je ne sais pas comment aller plus vite, mais a priori c'est possible. ». Relégué au-delà de la minute au soir de la deuxième étape, le Français aborde la dernière journée de course avec comme seuls objectifs de conserver sa place sur le podium et d'effectuer des tests de Set-Up en vue des prochaines éditions. Il rejoint l'arrivée sans commettre d'erreurs et voit son retard au championnat Pilotes s'accentuer de quatre points supplémentaires : « Ce n'est pourtant pas faute d'avoir essayé, j'ai attaqué très fort la journée de vendredi et samedi matin. Malgré tout, mon passif n'a cessé d'augmenter. Si le premier jour, j'étais plutôt en confiance au volant de la C4, cela a moins été le cas ensuite. Cette sensation venait peut-être aussi du fait que je ne voulais pas commettre de fautes et que je ne pilotais donc pas complètement libéré. »,,.
| Étape   | Jour  | E.S. | Heure   | Nom           | Distance | Clas. Spé. | Temps         | Vit. Moy.  | Clas. |
| ------- | ----- | ---- | ------- | ------------- | -------- | ---------- | ------------- | ---------- | ----- |
| Étape 1 | 2 aoû | SS1  | 20 h 00 | Killeri 1     | 2,06 km  | 3e         | 1 min 20 s 9  | 91,7 km/h  | 3e    |
| Étape 1 | 3 aoû | SS2  | 7 h 54  | Vellipohja 1  | 17,20 km | 3e         | 8 min 23 s 3  | 123,0 km/h | 4e    |
| Étape 1 | 3 aoû | SS3  | 8 h 50  | Mökkiperä 1   | 13,72 km | 2e         | 6 min 49 s 6  | 120,6 km/h | 3e    |
| Étape 1 | 3 aoû | SS4  | 9 h 29  | Palsankylä 1  | 13,31 km | 4e         | 6 min 52 s 7  | 116,1 km/h | 3e    |
| Étape 1 | 3 aoû | SS5  | 12 h 06 | Vellipohja 2  | 17,20 km | 3e         | 8 min 11 s 5  | 126,0 km/h | 3e    |
| Étape 1 | 3 aoû | SS6  | 13 h 02 | Mökkiperä 2   | 13,72 km | 4e         | 6 min 44 s 1  | 122,2 km/h | 3e    |
| Étape 1 | 3 aoû | SS7  | 13 h 41 | Palsankylä 2  | 13,31 km | 4e         | 6 min 38 s 5  | 120,2 km/h | 3e    |
| Étape 1 | 3 aoû | SS8  | 16 h 21 | Urria         | 9,96 km  | 3e         | 4 min 37 s 8  | 129,1 km/h | 3e    |
| Étape 1 | 3 aoû | SS9  | 16 h 51 | Lautaperä     | 8,70 km  | 3e         | 3 min 59 s 3  | 130,9 km/h | 3e    |
| Étape 1 | 3 aoû | SS10 | 17 h 29 | Jukojärvi     | 22,25 km | 3e         | 10 min 40 s 2 | 125,1 km/h | 3e    |
| Étape 1 | 3 aoû | SS11 | 20 h 00 | Killeri 2     | 2,06 km  | 2e         | 1 min 20 s 8  | 91,8 km/h  | 3e    |
| Étape 2 | 4 aoû | SS12 | 7 h 17  | Kaipolanvuori | 13,46 km | 1er        | 6 min 53 s 4  | 117,2 km/h | 3e    |
| Étape 2 | 4 aoû | SS13 | 8 h 30  | Juupajoki     | 22,14 km | 3e         | 11 min 24 s 2 | 116,5 km/h | 3e    |
| Étape 2 | 4 aoû | SS14 | 9 h 14  | Ouninpohja 1  | 33,01 km | 4e         | 15 min 42 s 2 | 126,1 km/h | 3e    |
| Étape 2 | 4 aoû | SS15 | 12 h 15 | Leustu        | 21,27 km | 3e         | 10 min 17 s 8 | 123,9 km/h | 3e    |
| Étape 2 | 4 aoû | SS16 | 13 h 24 | Ouninpohja 2  | 33,01 km | 3e         | 15 min 24 s 6 | 128,5 km/h | 3e    |
| Étape 2 | 4 aoû | SS17 | 15 h 10 | Ehikki 1      | 14,88 km | 3e         | 6 min 56 s 5  | 128,6 km/h | 3e    |
| Étape 2 | 4 aoû | SS18 | 16 h 23 | Himos         | 18,56 km | 4e         | 10 min 18 s 5 | 108,0 km/h | 3e    |
| Étape 2 | 4 aoû | SS19 | 17 h 19 | Ehikki 2      | 14,88 km | 3e         | 6 min 50 s 3  | 130,6 km/h | 3e    |
| Étape 2 | 4 aoû | SS20 | 17 h 54 | Surkee        | 14,89 km | 3e         | 8 min 19 s 5  | 107,3 km/h | 3e    |
| Étape 3 | 5 aoû | SS21 | 10 h 15 | Valkola       | 10,38 km | 3e         | 5 min 38 s 2  | 110,5 km/h | 3e    |
| Étape 3 | 5 aoû | SS22 | 11 h 07 | Lankamaa      | 22,83 km | 3e         | 11 min 12 s 5 | 122,2 km/h | 3e    |
| Étape 3 | 5 aoû | SS23 | 12 h 22 | Ruuhimäki     | 7,54 km  | 3e         | 3 min 59 s 6  | 113,3 km/h | 3e    |

### 26. ADAC Rallye Deutschland
Accusant un déficit de treize points au classement mondial sur Marcus Grönholm au moment d'aborder le rallye d'Allemagne, Sébastien Loeb doit non seulement l'emporter mais compter de surcroît sur la présence d'autres pilotes pour s'intercaler entre lui et le Finlandais afin de conserver des chances réalistes dans la course au titre. Quintuple vainqueur sortant de la manche germanique, l'Alsacien espère ainsi poursuivre sa série en profitant de sa relative domination naturelle dont il fait preuve depuis plusieurs saisons sur asphalte : « J'espère que nous serons en mesure de nous battre une nouvelle fois pour la victoire, mais ce ne sera pas facile. Ce n'est pas une course simple à négocier avec la météo, les choix de pneus. Je ne crois pas que l'on puisse affirmer que je suis en Allemagne comme Marcus peut l'être en Finlande. Au Deutschland, notre connaissance du terrain est similaire, ce qui n'est pas le cas à Jyväskylä. »,,,. Loeb s'empare des commandes dès la première spéciale et s'adjuge les deux premiers scratchs au programme en reléguant Grönholm, manquant de confiance, à plus de dix secondes. Mais c'est le Belge François Duval qui attire l'attention de la plupart des observateurs. Au volant d'une Citroën Xsara WRC obsolète alignée par Kronos Racing, l'ex-coéquipier du triple champion du monde, qui n'a plus roulé sur le bitume du mondial depuis un an, pointe en seconde position devant Dani Sordo et s'impose dans le premier passage de Schönes Moselland en profitant d'un problème de frein à main de l'Alsacien. Auteur d'un mauvais choix de pneus dans la boucle de l'après-midi, Loeb évite de prendre des risques significatifs sur des routes rendues boueuses par l'humidité résiduelle et la terre ramenée au cours de la matinée. Duval profite de l'occasion pour lui subtiliser le leadership sur le fil dans le dernier tronçon de la journée pour un peu plus d'une seconde : « J'ai opté pour des pneus tendres au départ de la seconde boucle. Malheureusement, ce n'était pas le bon choix. Difficile de signer des temps dans ces conditions ! J'espère que ça ira mieux demain ! Si Duval est devant, ce sera un adversaire, et s'il est derrière ce sera un allié dans la bagarre contre les Ford. Duval en tête, ce n'est pas une surprise, car on sait que sur ce rallye c'est un client. Je suis content de ma deuxième place car j'aurais pu perdre beaucoup plus de temps. »,,. Sur une surface détrempée, le Belge part à la faute à deux reprises dans la première spéciale de la deuxième étape, permettant à Loeb de se réapproprier la tête du rallye. L'Alsacien s'impose dans le secteur suivant puis creuse un écart significatif au classement général dans Arena Panzerplatte, traditionnel juge de paix de l'épreuve allemande. Détenteur d'une avance d'environ trente secondes sur ses poursuivants directs, il réduit la prise de risques au cours de la deuxième boucle et assure ses trajectoires en se basant sur les temps partiels des autres pilotes. La présence de Marcus Grönholm en seconde position, devant François Duval, et l'abandon de son coéquipier Dani Sordo sur problème moteur tempèrent en revanche les bénéfices comptables qu'il pourrait tirer de sa première place dans les deux championnats : « Tout va pour le mieux, on a fait les bons choix de pneus et Grönholm est deuxième, j'espère que Duval ira le chercher demain. Cet après-midi, dans le camp militaire, je me suis surtout occupé d'éviter l'usure des pneus, en me calant sur les temps intermédiaires des autres et en roulant à mon rythme, sans trop bousculer la voiture. »,,. Il parcourt la dernière journée de course en conservant un rythme prudent sur des routes plus sinueuses et piégeuses que la veille. Duval monopolise quant à lui l'ensemble des temps scratchs au programme à bord de sa Xsara jusqu'à revenir à moins de six secondes de Grönholm au général avant d'aborder la dernière spéciale du rallye. Sous pression, le Finlandais part finalement à la faute en sortant de la route à quelques kilomètres de l'arrivée. Il parvient à rejoindre la route au volant d'une Focus très endommagée et accuse une perte de plus d'une minute dans l'incident, le rétrogradant de fait en quatrième position du classement final. Vainqueur pour la sixième fois consécutive en Allemagne, Loeb tire ainsi indirectement avantage de l'offensive du jeune Belge en réduisant son retard à huit points au classement mondial : « Avec François Duval juste derrière lui, Marcus ne pouvait pas se permettre de lever le pied. Il fallait faire attention à ce qu'il ne se rapproche pas trop de nous. Ce n'est jamais évident de se retrouver dans cette situation d'attente car il y a toujours le risque de prendre un faux rythme. Enfin, cela veut aussi dire qu'on est en tête donc ce n'est pas si désagréable ! J'ai essayé de conserver une allure suffisamment rapide pour rester concentré et éviter de commettre une faute. Au départ de cette épreuve nous savions que si nous voulions garder nos chances de conserver notre titre mondial, il était impératif de commencer à reprendre des points à Marcus Grönholm. L'Allemagne, où j'ai toujours eu un bon feeling, constituait l'endroit idéal pour débuter notre remontée vers cette première place du championnat Pilotes. Je ne voulais également pas décevoir les nombreux supporters qui, chaque saison, viennent nous soutenir. La pression était donc bien présente, mais avec toute l'équipe Citroën Sport, nous avons su la gérer. »,,.
| Étape   | Jour   | E.S. | Heure   | Nom                      | Distance | Clas. Spé. | Temps         | Vit. Moy.  | Clas. |
| ------- | ------ | ---- | ------- | ------------------------ | -------- | ---------- | ------------- | ---------- | ----- |
| Étape 1 | 17 aoû | SS1  | 10 h 13 | Ruwertal - Fell 1        | 19,79 km | 1er        | 11 min 04 s 2 | 107,3 km/h | 1er   |
| Étape 1 | 17 aoû | SS2  | 11 h 26 | Grafschaft Veldenz 1     | 23,04 km | 1er        | 13 min 12 s 4 | 104,7 km/h | 1er   |
| Étape 1 | 17 aoû | SS3  | 12 h 09 | Schönes Moselland 1      | 21,47 km | 2e         | 12 min 23 s 3 | 104,0 km/h | 1er   |
| Étape 1 | 17 aoû | SS4  | 15 h 17 | Ruwertal - Fell 2        | 19,79 km | 3e         | 11 min 37 s 5 | 102,1 km/h | 1er   |
| Étape 1 | 17 aoû | SS5  | 16 h 30 | Grafschaft Veldenz 2     | 23,04 km | 2e         | 13 min 31 s 9 | 102,2 km/h | 1er   |
| Étape 1 | 17 aoû | SS6  | 17 h 13 | Schönes Moselland 2      | 21,47 km | 5e         | 12 min 22 s 9 | 104,0 km/h | 2e    |
| Étape 2 | 18 aoû | SS7  | 8 h 33  | St. Wendeler Land 1      | 16,37 km | 2e         | 8 min 52 s 9  | 110,6 km/h | 1er   |
| Étape 2 | 18 aoû | SS8  | 9 h 06  | Bosenberg 1              | 19,00 km | 1er        | 10 min 39 s 5 | 107,0 km/h | 1er   |
| Étape 2 | 18 aoû | SS9  | 10 h 29 | Erzweiler 1              | 16,51 km | 2e         | 9 min 56 s 5  | 99,6 km/h  | 1er   |
| Étape 2 | 18 aoû | SS10 | 11 h 02 | Arena Panzerplatte 1     | 30,55 km | 1er        | 17 min 57 s 4 | 102,1 km/h | 1er   |
| Étape 2 | 18 aoû | SS11 | 14 h 45 | St. Wendeler Land 2      | 16,37 km | 3e         | 8 min 52 s 2  | 110,7 km/h | 1er   |
| Étape 2 | 18 aoû | SS12 | 15 h 18 | Bosenberg 2              | 19,00 km | 2e         | 10 min 32 s 5 | 108,1 km/h | 1er   |
| Étape 2 | 18 aoû | SS13 | 16 h 41 | Erzweiler 2              | 16,51 km | 1er        | 9 min 45 s 5  | 101,5 km/h | 1er   |
| Étape 2 | 18 aoû | SS14 | 17 h 14 | Arena Panzerplatte 2     | 30,55 km | 2e         | 17 min 51 s 7 | 102,6 km/h | 1er   |
| Étape 3 | 19 aoû | SS15 | 9 h 18  | Dhrontal 1               | 11,14 km | 7e         | 7 min 07 s 8  | 93,7 km/h  | 1er   |
| Étape 3 | 19 aoû | SS16 | 9 h 46  | Moselwein 1              | 18,08 km | 3e         | 10 min 43 s 2 | 101,2 km/h | 1er   |
| Étape 3 | 19 aoû | SS17 | 11 h 11 | SSS Circus Maximus Trier | 4,37 km  | 4e         | 3 min 13 s 8  | 81,2 km/h  | 1er   |
| Étape 3 | 19 aoû | SS18 | 13 h 24 | Dhrontal 2               | 11,14 km | 3e         | 7 min 01 s 0  | 95,3 km/h  | 1er   |
| Étape 3 | 19 aoû | SS19 | 13 h 52 | Moselwein 2              | 18,08 km | 3e         | 10 min 41 s 3 | 101,5 km/h | 1er   |

### 37th Rally New Zealand
Avancé de deux mois dans le calendrier par rapport à l'année antérieure, le rallye de Nouvelle-Zélande propose un parcours quasiment identique à celui de l'édition précédente au cours de laquelle les deux tiers des spéciales avaient été renouvelées. Absent de cette dernière en raison de sa blessure à l'épaule, Sébastien Loeb estime qu'il s'agit de l'épreuve la plus compliquée parmi celles restantes avant la fin de la saison du fait de son manque d'expérience d'un terrain qui plus est favorable à ses adversaires finlandais,. Chaussé de gommes trop tendres, l'Alsacien subit lors de la première boucle et accuse près de quinze secondes de retard sur Marcus Grönholm, auteur des deux premiers temps scratchs. Équipé de pneumatiques désormais adéquates pour les conditions de route, il réagit dans les deuxièmes passages de l'après-midi en devançant le Scandinave dans chacune des spéciales restantes de la première étape. Mais l'écart type de seulement quelques dixièmes qu'il enregistre dans ces derniers secteurs au détriment de son adversaire ne lui permet pas de combler le retard accumulé durant la matinée. Derrière les deux hommes, le plus proche poursuivant, Mikko Hirvonen, se retrouve relégué à près d'une minute au général et témoigne de la prise de risques adoptée par ses aînés. Optant pour des pneus plus durs que la veille, Loeb s'impose dans la première spéciale de la deuxième étape et parvient à revenir à moins de dix secondes de Grönholm avant de perdre l'avantage acquis dans les pistes boueuses de Possum. Il achève la première boucle par une solide performance dans le secteur de Franklin au terme duquel il reprend un temps significatif au Nordique, faisant décroître l'écart les séparant au général sous les quatre secondes : « Je savais qu'on avait les bons pneus pour cette spéciale, un peu plus durs que Marcus, comme dans la première, alors j'ai vraiment été à bloc du début à la fin. C'est dommage d'avoir perdu du temps dans la boue de celle du milieu. ». L'Alsacien persévère dans sa lancée en réalisant le scratch dans les deux tronçons longs de plus de 30 km au programme de l'après-midi et s'adjuge sur le fil les commandes du rallye pour à peine deux secondes,. Le duel entre les deux pilotes se poursuit lors de la dernière journée de course. Grönholm reprend la tête pour un dixième dans la courte spéciale de Maungatawhiri avant que Loeb ne reprenne le dessus en s'imposant dans les deux suivantes. Trois secondes les séparent alors avant d'aborder l'ultime boucle. Le Finlandais signe le temps de référence dans les trois premiers secteurs et prend la tête du classement général en grignotant progressivement la faible marge construite par l'Alsacien, auteur d'un mauvais choix de pneus. Mais avec une avance du pilote Ford limitée à sept dixièmes, la victoire finale doit se décider dans les 3 km de la Super-Spéciale de clôture, habituellement disputée sans enjeux sportifs et destinée uniquement à offrir un spectacle de proximité pour les spectateurs. Sébastien Loeb remporte ce dernier scratch mais l'écart final de trois dixièmes, soit le plus faible enregistré jusqu'alors à l'issue d'une manche du WRC, demeure en faveur du Finlandais qui décroche son cinquième succès aux antipodes : « Avec moins de trois secondes de marge, la fin d'étape promettait d'être intense. Même si à plusieurs reprises nous sommes parvenus à faire jeu égal avec Marcus, à la fin de chaque spéciale, nous avons concédé du temps. Par deux fois, la pluie s'est mise à tomber au moment où nous prenions le départ. C'est la course. J'ai vraiment essayé d'attaquer fort, cependant, je gardais aussi à l'esprit que, dans l'optique du championnat Pilotes, les huit points d'une deuxième place valaient mieux que rien du tout. Il nous manque finalement quatre autres dixièmes pour l'emporter. C'est rageant ! Ce qui est rassurant, c'est que nous avons réussi à nous battre durant tout le rallye pour la victoire. Après l'arrivée, on s'est félicité avec Marcus, mais on ne s'est rien dit de spécial. »,,,.
| Étape   | Jour    | E.S. | Heure   | Nom                           | Distance | Clas. Spé. | Temps         | Vit. Moy.  | Clas. |
| ------- | ------- | ---- | ------- | ----------------------------- | -------- | ---------- | ------------- | ---------- | ----- |
| Étape 1 | 31 aoû  | SS1  | 9 h 18  | Pirongia West 1               | 18,31 km | 2e         | 13 min 47 s 7 | 79,6 km/h  | 2e    |
| Étape 1 | 31 aoû  | SS2  | 10 h 21 | Waitomo 1                     | 43,88 km | 2e         | 28 min 55 s 4 | 91,0 km/h  | 2e    |
| Étape 1 | 31 aoû  | SS3  | 14 h 07 | Pirongia West 2               | 18,31 km | 1er        | 13 min 32 s 4 | 81,1 km/h  | 2e    |
| Étape 1 | 31 aoû  | SS4  | 15 h 10 | Waitomo 2                     | 43,88 km | 1er        | 28 min 20 s 4 | 92,9 km/h  | 2e    |
| Étape 1 | 31 aoû  | SS5  | 17 h 03 | Mystery Creek Super Special 1 | 3,14 km  | 2e         | 2 min 57 s 2  | 63,8 km/h  | 2e    |
| Étape 2 | 1er sep | SS6  | 9 h 03  | Port Waikato                  | 17,22 km | 1er        | 9 min 33 s 2  | 108,2 km/h | 2e    |
| Étape 2 | 1er sep | SS7  | 9 h 41  | Possum                        | 13,88 km | 4e         | 10 min 43 s 2 | 77,7 km/h  | 2e    |
| Étape 2 | 1er sep | SS8  | 10 h 19 | Franklin                      | 31,58 km | 1er        | 21 min 15 s 7 | 89,1 km/h  | 2e    |
| Étape 2 | 1er sep | SS9  | 12 h 32 | Mystery Creek Super Special 2 | 3,14 km  | 2e         | 2 min 55 s 1  | 64,6 km/h  | 2e    |
| Étape 2 | 1er sep | SS10 | 14 h 58 | Te Akauth South               | 31,92 km | 1er        | 18 min 25 s 0 | 104,0 km/h | 2e    |
| Étape 2 | 1er sep | SS11 | 15 h 41 | Te Akauth North               | 32,36 km | 1er        | 16 min 59 s 8 | 114,2 km/h | 1er   |
| Étape 3 | 2 sep   | SS12 | 9 h 03  | Maungatawhiri 1               | 5,35 km  | 2e         | 2 min 43 s 1  | 118,1 km/h | 2e    |
| Étape 3 | 2 sep   | SS13 | 9 h 31  | Te Hutewai 1                  | 11,23 km | 1er        | 7 min 54 s 3  | 85,2 km/h  | 1er   |
| Étape 3 | 2 sep   | SS14 | 9 h 59  | Whaanga Coast 1               | 29,82 km | 1er        | 21 min 00 s 8 | 85,1 km/h  | 1er   |
| Étape 3 | 2 sep   | SS15 | 11 h 38 | Maungatawhiri 2               | 5,35 km  | 2e         | 2 min 40 s 3  | 120,1 km/h | 1er   |
| Étape 3 | 2 sep   | SS16 | 12 h 06 | Te Hutewai 2                  | 11,23 km | 2e         | 7 min 45 s 1  | 86,9 km/h  | 1er   |
| Étape 3 | 2 sep   | SS17 | 12 h 34 | Whaanga Coast 2               | 29,82 km | 2e         | 20 min 33 s 0 | 87,1 km/h  | 2e    |
| Étape 3 | 2 sep   | SS18 | 14 h 18 | Mystery Creek Super Special 3 | 3,14 km  | 1er        | 2 min 52 s 5  | 65,5 km/h  | 2e    |

### 43º MoviStar RallyRACC Catalunya – Costa Daurada

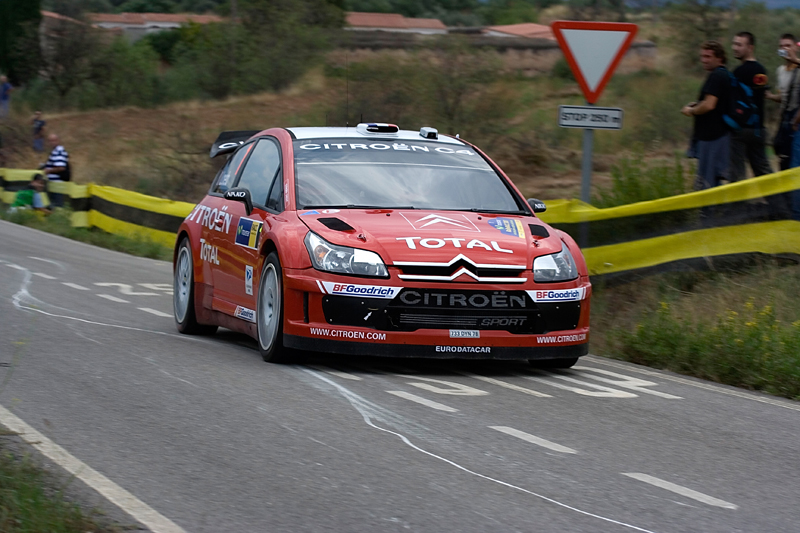
Sébastien Loeb confirme sa suprématie sur asphalte au rallye de Catalogne et s'impose une nouvelle fois, lui permettant de réduire l'écart sur Marcus Grönholm au classement mondial.

Sur un parcours maintenu pratiquement inchangé par rapport à l'édition précédente, le rallye de Catalogne se retrouve de nouveau déplacé vers une position calendaire de début d'automne. Après une pause d'un mois, la plupart des pilotes s'attendent ainsi à ce que la terre ramenée sur la route au fur et à mesure des passages dans les cordes, phénomène caractéristique de l'épreuve asphalte la plus roulante du championnat, se transforme rapidement en boue au vu des conditions météorologiques typiques de la saison,,. Victime de deux écarts de trajectoire dans la première spéciale, Sébastien Loeb se voit tout d'abord devancer par Marcus Grönholm avant de s'emparer des commandes dans la suivante en ayant procédé au préalable à l'ajustement des suspensions de sa Citroën C4 qu'il jugeait trop survireuse. Manquant de confiance, le Finlandais lâche prise lors des deuxièmes passages rendus piégeux et glissant par les intempéries et accuse un retard supérieur à vingt-cinq secondes. Auteur du meilleur choix de pneus sous la pluie, l'Espagnol Dani Sordo déloge temporairement Loeb de la première place avant que l'Alsacien ne réintègre son rang en creusant un écart significatif sur tous les autres pilotes par un pari réussi sur l'utilisation de gommes retaillées dans Pratdip, le dernier secteur de la journée : « Je pense que le cut a aidé à garder les pneus plus chauds, ce que j'ai réussi à faire en attaquant d'entrée au maximum. Dans la voiture, j'étais surpris, j'ai halluciné de voir le grip que j'avais en gardant mes pneus très durs à température, dans de telles conditions. C'est ce qu'il fallait faire parce que sous la pluie, quand on commence à lever le pied, à être hésitant dans le pilotage, les pneus refroidissent, la voiture glisse et on perd confiance. J'ai vraiment tout fait pour éviter ça. Mais au moment de rentrer dans cette spéciale, avec des slicks durs, et vu la météo, personne n'était fringant. »,,. Grönholm enregistre le premier scratch de la deuxième étape, mais avec un retard cumulé de cinquante secondes, avoue se résigner à seulement maintenir la pression dans l'attente d'une erreur éventuelle du triple champion du monde. Loeb réduit quant à lui la prise de risques et profite des positions de départ inversées pour se caler sur les temps partiels de ses poursuivants directs. Il rejoint le parc fermé toujours en tête au soir de la deuxième étape tout en ayant préservé une avance de treize secondes sur Sordo : « Sur une chaussée où il subsistait encore des plaques d'humidité, nous avons dû adopter un rythme rapide tout en nous ménageant une marge de sécurité. C'était le compromis parfait pour conserver une bonne concentration, ce qui n'est jamais facile lorsqu'on mène une course avec cinquante secondes d'avance. »,,. L'Alsacien parcourt la dernière journée de course selon la même stratégie et rallie l'arrivée sans commettre d'erreurs, décrochant ainsi une troisième victoire consécutive sur la manche ibérique. La deuxième place occupée par son coéquipier lui permet de revenir à six points de Marcus Grönholm au championnat Pilotes et offre un nouveau doublé sur asphalte à Citroën : « Le plus important pour moi était de parvenir à combler une partie de notre retard sur Grönholm. Malgré des conditions d'adhérence changeantes et une météo capricieuse vendredi, nous avons réussi à nous imposer. Ce résultat est bonifié par la belle course de Dani Sordo, qui s'intercale entre nous et Marcus, nous permettant de lui reprendre quatre unités. Notre C4 WRC s'est de nouveau montrée très compétitive sur l'asphalte ce qui est encourageant pour le Tour de Corse. »,,.
| Étape   | Jour  | E.S. | Heure   | Nom                          | Distance | Clas. Spé. | Temps         | Vit. Moy.  | Clas. |
| ------- | ----- | ---- | ------- | ---------------------------- | -------- | ---------- | ------------- | ---------- | ----- |
| Étape 1 | 5 oct | SS1  | 8 h 21  | Querol 1                     | 25,43 km | 2e         | 13 min 59 s 7 | 109,0 km/h | 2e    |
| Étape 1 | 5 oct | SS2  | 9 h 09  | El Montmell 1                | 24,14 km | 1er        | 12 min 56 s 4 | 111,9 km/h | 1er   |
| Étape 1 | 5 oct | SS3  | 12 h 46 | Querol 2                     | 25,43 km | 2e         | 13 min 49 s 0 | 110,4 km/h | 1er   |
| Étape 1 | 5 oct | SS4  | 13 h 34 | El Montmell 2                | 24,14 km | 2e         | 12 min 39 s 4 | 114,4 km/h | 2e    |
| Étape 1 | 5 oct | SS5  | 16 h 48 | El Lloar - La Figuera        | 22,43 km | 4e         | 12 min 35 s 3 | 106,9 km/h | 2e    |
| Étape 1 | 5 oct | SS6  | 18 h 00 | Pratdip                      | 26,48 km | 1er        | 16 min 16 s 7 | 97,6 km/h  | 1er   |
| Étape 2 | 6 oct | SS7  | 8 h 43  | Vilaplana 1                  | 13,29 km | 2e         | 7 min 55 s 1  | 100,7 km/h | 1er   |
| Étape 2 | 6 oct | SS8  | 9 h 37  | Coll del Grau 1              | 26,33 km | 1er        | 13 min 59 s 5 | 112,9 km/h | 1er   |
| Étape 2 | 6 oct | SS9  | 10 h 16 | Margalef - La Palma d'Ebre 1 | 15,85 km | 2e         | 9 min 48 s 2  | 97,0 km/h  | 1er   |
| Étape 2 | 6 oct | SS10 | 11 h 21 | La Serra d'Almos 1           | 4,11 km  | 5e         | 2 min 39 s 3  | 92,9 km/h  | 1er   |
| Étape 2 | 6 oct | SS11 | 13 h 22 | Vilaplana 2                  | 13,29 km | 6e         | 7 min 46 s 4  | 102,6 km/h | 1er   |
| Étape 2 | 6 oct | SS12 | 14 h 16 | Coll del Grau 2              | 26,33 km | 2e         | 14 min 00 s 2 | 112,8 km/h | 1er   |
| Étape 2 | 6 oct | SS13 | 14 h 55 | Margalef - La Palma d'Ebre 2 | 15,85 km | 1er        | 9 min 38 s 8  | 98,6 km/h  | 1er   |
| Étape 2 | 6 oct | SS14 | 16 h 00 | La Serra d'Almos 2           | 4,11 km  | 6e         | 2 min 41 s 5  | 91,6 km/h  | 1er   |
| Étape 3 | 7 oct | SS15 | 8 h 15  | Riudecanyes 1                | 16,32 km | 1er        | 10 min 19 s 2 | 94,9 km/h  | 1er   |
| Étape 3 | 7 oct | SS16 | 9 h 16  | Colldejou 1                  | 26,51 km | 2e         | 15 min 39 s 5 | 101,6 km/h | 1er   |
| Étape 3 | 7 oct | SS17 | 11 h 59 | Riudecanyes 2                | 16,32 km | 7e         | 10 min 22 s 0 | 94,5 km/h  | 1er   |
| Étape 3 | 7 oct | SS18 | 13 h 00 | Colldejou 2                  | 26,51 km | 2e         | 15 min 44 s 3 | 101,1 km/h | 1er   |

### 51eTour de Corse – Rallye de France
Deuxième manche asphalte consécutive, plus sinueuse et bosselée que son homologue catalane, le Tour de Corse retrouve également une position automnale au sein du calendrier WRC. Avec un renouvellement de près des deux tiers des spéciales, dont certaines n'ayant plus été parcourues depuis la saison 1996, Sébastien Loeb estime que cette nouvelle édition sera plus difficile d'accès et pourrait compliquer son objectif de triplé à domicile,,. Après l'annulation du premier chrono en raison de spectateurs localisés dans des zones non sécurisées, l'Alsacien voit son principal rival Marcus Grönholm prendre la tête pour quelques secondes en réalisant les deux scratchs restant de la première boucle : « Il a bien progressé. Marcus commence à comprendre comment il faut faire. Quand c'est sec, il roule très vite. ». Le triple champion du monde réagit lors des deuxièmes passages en s'imposant dans les trois secteurs au programme puis s'empare sur le fil des commandes du rallye devant le Finlandais en fin de première étape. Derrière les deux hommes, seul l'Espagnol Dani Sordo parvient à garder le contact mais compte déjà près de vingt secondes de retard. Le duel entre les leaders du classement mondial se poursuit le lendemain avec un léger avantage pour Loeb. Le Français réalise le meilleur temps dans les trois spéciales de la première boucle et affirme prendre des risques significatifs pour tenir ce rythme : « Si on veut creuser l'écart dans de telles spéciales, il faut prendre quelques risques. Marcus, c'est impossible de le décourager. ». Grönholm voit l'écart le séparant de la première place croître progressivement pour atteindre les douze secondes et avoue rouler à son maximum sans se soucier des chronos partiels. Le Finlandais lâche finalement prise lors des deuxièmes passages, ne parvenant plus à suivre la cadence imposée par l'Alsacien qui augmente son offensive et double son avance au général : « Ce fut une journée fantastique. J'ai vraiment attaqué pour augmenter mon avance. J'ai maintenant une bonne marge. »,. Désormais intouchable à la régulière, Loeb se contente d'assurer ses trajectoires lors de la dernière journée de course et se cale sur les temps intermédiaires de Grönholm : « J'assure, sans trop attaquer. On préserve simplement notre position de leader. ». Il rejoint l'arrivée sans encombre et s'impose pour la troisième fois consécutive sur son épreuve nationale, lui permettant de revenir à quatre points du Scandinave dans la course au titre avant les trois dernières manches de la saison,.
| Étape   | Jour   | E.S. | Heure   | Nom                               | Distance | Clas. Spé.       | Temps            | Vit. Moy.        | Clas.            |
| ------- | ------ | ---- | ------- | --------------------------------- | -------- | ---------------- | ---------------- | ---------------- | ---------------- |
| Étape 1 | 12 oct | SS1  | 8 h 38  | Monti Rossu - Pila-Canale 1       | 18,10 km | Spéciale annulée | Spéciale annulée | Spéciale annulée | Spéciale annulée |
| Étape 1 | 12 oct | SS2  | 9 h 46  | Belvédère - Bocca Albitrina 1     | 16,62 km | 3e               | 9 min 17 s 9     | 107,2 km/h       | 3e               |
| Étape 1 | 12 oct | SS3  | 10 h 44 | Arbellara - Aullène 1             | 27,42 km | 3e               | 15 min 35 s 6    | 105,5 km/h       | 3e               |
| Étape 1 | 12 oct | SS4  | 14 h 02 | Monti Rossu - Pila-Canale 2       | 18,10 km | 1er              | 9 min 59 s 0     | 108,8 km/h       | 2e               |
| Étape 1 | 12 oct | SS5  | 15 h 10 | Belvédère - Bocca Albitrina 2     | 16,62 km | 1er              | 9 min 12 s 1     | 108,4 km/h       | 1er              |
| Étape 1 | 12 oct | SS6  | 16 h 08 | Arbellara - Aullène 2             | 27,42 km | 1er              | 15 min 25 s 1    | 106,7 km/h       | 1er              |
| Étape 2 | 13 oct | SS7  | 8 h 58  | Carbuccia - Scalella 1            | 21,88 km | 1er              | 14 min 15 s 1    | 92,1 km/h        | 1er              |
| Étape 2 | 13 oct | SS8  | 10 h 31 | Calcatoggio - Plage du Liamone 1  | 26,55 km | 1er              | 17 min 47 s 3    | 89,6 km/h        | 1er              |
| Étape 2 | 13 oct | SS9  | 11 h 29 | Vico - Col St. Roch 1             | 13,04 km | 1er              | 8 min 39 s 6     | 90,3 km/h        | 1er              |
| Étape 2 | 13 oct | SS10 | 14 h 22 | Carbuccia - Scalella 2            | 21,88 km | 2e               | 14 min 20 s 0    | 91,6 km/h        | 1er              |
| Étape 2 | 13 oct | SS11 | 15 h 55 | Calcatoggio - Plage du Liamone 2  | 26,55 km | 1er              | 17 min 48 s 3    | 89,5 km/h        | 1er              |
| Étape 2 | 13 oct | SS12 | 16 h 53 | Vico - Col St. Roch 2             | 13,04 km | 1er              | 8 min 38 s 6     | 90,5 km/h        | 1er              |
| Étape 3 | 14 oct | SS13 | 8 h 53  | Pénitencier Coti - Pietra Rossa 1 | 24,24 km | 1er              | 14 min 38 s 7    | 99,3 km/h        | 1er              |
| Étape 3 | 14 oct | SS14 | 9 h 36  | Pont de Calzola - Agosta 1        | 31,81 km | 3e               | 18 min 57 s 9    | 100,6 km/h       | 1er              |
| Étape 3 | 14 oct | SS15 | 12 h 19 | Pénitencier Coti - Pietra Rossa 2 | 24,24 km | 4e               | 14 min 49 s 1    | 98,1 km/h        | 1er              |
| Étape 3 | 14 oct | SS16 | 13 h 02 | Pont de Calzola - Agosta 2        | 31,81 km | 5e               | 19 min 07 s 2    | 99,8 km/h        | 1er              |

### 7th Rally Japan
Caractérisé par des pistes roulantes et boueuses, le rallye du Japon rappelle l'épreuve britannique aux pilotes du mondial mais présente des caractéristiques qui lui sont propres, comme la présence de fossés masqués par la végétation aux bords des spéciales, celles-ci étant également plus sinueuses et plus étroites. Sébastien Loeb se fixe clairement la victoire comme objectif avant le coup d'envoi de la manche nippone, espérant ainsi poursuivre sa remontée au classement mondial et réitérer le résultat enregistré l'année précédente sur ce tracé où il s'imposa devant Marcus Grönholm au terme d'un duel très serré : « Compte tenu du nombre d'épreuves qu'il nous restera à disputer après le Japon et de l'écart existant avant cette manche, nous n'avons pas d'autre choix. Nous devons essayer de devancer Marcus Grönholm. Si nous parvenons à nous imposer, et même s'il termine deuxième, nous conserverons nos chances pour le titre. »,. Le départ de la première étape est donné dans des conditions difficiles. Un brouillard stagnant réduit la visibilité des pilotes auquel s'ajoute des températures hivernales impactant l'adhérence ressentie sur les routes. Manquant de confiance et trop prudent, l'Alsacien concède plus de douze secondes dans le premier passage de Cup Kamuy avant de signer le scratch dans le secteur suivant. Un premier coup de théâtre survient dans la Super-Spéciale Rikubetsu clôturant la boucle matinale. Alors en tête devant ses deux compatriotes Jari-Matti Latvala et Mikko Hirvonen, Grönholm sort trop large dans un virage et heurte un talus, abandonnant plus d'une minute dans l'incident avant de jeter définitivement l'éponge lors du retour à l'assistance en raison des dégâts constatés. La plupart des observateurs s'accordent alors à dire que le Finlandais a significativement hypothéqué ses chances pour le titre mondial avec cette erreur. Désormais troisième, Loeb poursuit la lutte face aux deux autres pilotes Ford lors des deuxièmes passages. Les écarts en spéciales ne sont que de quelques secondes entre les trois hommes avant que le triple champion du monde ne réussisse à s'emparer de la seconde place de Latvala qu'il conservera jusqu'au soir de la première étape, pointant à environ dix secondes du leader Hirvonen : « C'est positif pour l'instant au championnat mais, en ce qui me concerne, ce ne fut pas une journée facile. Je n'étais pas en confiance dans la voiture. Je n'arrive pas à rouler libéré et Hirvonen va très vite. J'ai un peu de mal à m'accrocher pour la victoire. Je ne suis pas content, j'ai du survirage et du sous-virage. »,. Auteur du meilleur temps dans le premier tronçon du lendemain, il parcourt les 35 km de Puray en concédant quatre dixièmes au Scandinave et qualifie les conditions de route de particulièrement difficiles. C'est finalement dans la treizième spéciale qu'un nouveau tournant du rallye se produit. Daniel Elena se trompe dans l'annonce d'un virage en en surestimant la vitesse d'approche, provoquant la sortie de route du duo franco-monégasque dans un fossé : « C'est une erreur de notes. Je suis rentré trop vite et ce n'est pas passé. C'était une belle occasion de repasser en tête du championnat car Grönholm avait fait une faute vendredi. On n'a pas réussi à la saisir. On se retrouve de nouveau dans la même situation : il faut gagner tous les rallyes jusqu'à la fin du championnat. Il y a quand même du positif : il n'en reste que deux. Pour moi, ce n'est pas de chance car je n'attaquais pas aujourd'hui. Je ne prenais pas de risque : je préférais finir deuxième plutôt que de faire ce qui nous est arrivé. Cette erreur de notes est la première qui arrive à Daniel depuis que l'on court ensemble. C'est la vie ! On va penser à la suite, à commencer par gagner en Irlande. »,. Les dégâts provoqués sur sa Citroën C4 WRC ayant pu être réparés, Loeb reprend la course lors de la dernière étape, rétrogradé en trente-huitième position en raison des quarante minutes de pénalité prévues par la règle du Super Rally. Roulant dès lors sans enjeux, les premières places rémunératrices de points étant inaccessibles à la régulière, il signe quatre temps scratchs lors des cinq premières spéciales de la journée avant d'être stoppé net dans l'avant-dernier tronçon sur un problème de pompe à huile. Les dommages causés au moteur l'empêchent de rejoindre la Super-Spéciale de clôture et le contraignent à l'abandon définitif.
| Étape   | Jour   | E.S. | Heure   | Nom                   | Distance | Clas. Spé.  | Temps         | Vit. Moy.   | Clas.   |
| ------- | ------ | ---- | ------- | --------------------- | -------- | ----------- | ------------- | ----------- | ------- |
| Étape 1 | 26 oct | SS1  | 7 h 33  | Pawse Kamuy Reverse 1 | 9,03 km  | 2e          | 4 min 49 s 3  | 112,4 km/h  | 2e      |
| Étape 1 | 26 oct | SS2  | 8 h 13  | Cup Kamuy 1           | 13,95 km | 8e          | 8 min 42 s 3  | 96,2 km/h   | 4e      |
| Étape 1 | 26 oct | SS3  | 8 h 36  | Kimun Kamuy 1         | 26,03 km | 1er         | 13 min 56 s 0 | 112,1 km/h  | 4e      |
| Étape 1 | 26 oct | SS4  | 9 h 29  | Rikubetsu 1           | 2,73 km  | 6e          | 2 min 06 s 6  | 77,6 km/h   | 3e      |
| Étape 1 | 26 oct | SS5  | 13 h 35 | Pawse Kamuy Reverse 2 | 9,03 km  | 3e          | 4 min 40 s 4  | 115,9 km/h  | 3e      |
| Étape 1 | 26 oct | SS6  | 14 h 15 | Cup Kamuy 2           | 13,95 km | 2e          | 8 min 11 s 9  | 102,1 km/h  | 3e      |
| Étape 1 | 26 oct | SS7  | 14 h 38 | Kimun Kamuy 2         | 26,03 km | 2e          | 13 min 32 s 2 | 115,4 km/h  | 3e      |
| Étape 1 | 26 oct | SS8  | 15 h 31 | Rikubetsu 2           | 2,73 km  | 4e          | 2 min 05 s 8  | 78,1 km/h   | 3e      |
| Étape 1 | 26 oct | SS9  | 17 h 44 | Obihiro 1             | 1,35 km  | 3e          | 1 min 19 s 1  | 61,4 km/h   | 2e      |
| Étape 1 | 26 oct | SS10 | 17 h 54 | Obihiro 2             | 1,35 km  | 3e          | 1 min 17 s 5  | 62,7 km/h   | 2e      |
| Étape 2 | 27 oct | SS11 | 7 h 13  | Rikubetsu 3           | 2,73 km  | 1er         | 2 min 06 s 8  | 77,5 km/h   | 2e      |
| Étape 2 | 27 oct | SS12 | 7 h 44  | Puray 1               | 34,96 km | 2e          | 19 min 28 s 7 | 107,7 km/h  | 2e      |
| Étape 2 | 27 oct | SS13 | 8 h 23  | Niueo 1               | 20,75 km | Super Rally | Super Rally   | Super Rally | 7e      |
| Étape 2 | 27 oct | SS14 | 9 h 01  | Sipirkakim            | 22,43 km | Super Rally | Super Rally   | Super Rally | 9e      |
| Étape 2 | 27 oct | SS15 | 13 h 44 | Rikubetsu 4           | 2,73 km  | Super Rally | Super Rally   | Super Rally | 16e     |
| Étape 2 | 27 oct | SS16 | 14 h 15 | Puray 2               | 34,96 km | Super Rally | Super Rally   | Super Rally | 24e     |
| Étape 2 | 27 oct | SS17 | 14 h 54 | Niueo 2               | 20,75 km | Super Rally | Super Rally   | Super Rally | 26e     |
| Étape 2 | 27 oct | SS18 | 15 h 47 | Sipirkakim Short      | 4,67 km  | Super Rally | Super Rally   | Super Rally | 29e     |
| Étape 2 | 27 oct | SS19 | 17 h 57 | Obihiro 3             | 1,35 km  | Super Rally | Super Rally   | Super Rally | 33e     |
| Étape 2 | 27 oct | SS20 | 18 h 07 | Obihiro 4             | 1,35 km  | Super Rally | Super Rally   | Super Rally | 38e     |
| Étape 3 | 28 oct | SS21 | 7 h 06  | Rera Kamuy 1          | 8,76 km  | 1er         | 5 min 10 s 1  | 101,7 km/h  | 33e     |
| Étape 3 | 28 oct | SS22 | 7 h 29  | Panke Nikorpet 1      | 17,04 km | 3e          | 9 min 38 s 3  | 106,1 km/h  | 32e     |
| Étape 3 | 28 oct | SS23 | 8 h 09  | Penke 1               | 22,19 km | 1er         | 13 min 23 s 8 | 99,4 km/h   | 30e     |
| Étape 3 | 28 oct | SS24 | 11 h 35 | Rera Kamuy 2          | 8,76 km  | 1er         | 5 min 02 s 5  | 104,3 km/h  | 30e     |
| Étape 3 | 28 oct | SS25 | 11 h 58 | Panke Nikorpet 2      | 17,04 km | 1er         | 9 min 17 s 9  | 110,0 km/h  | 28e     |
| Étape 3 | 28 oct | SS26 | 12 h 38 | Penke 2               | 22,19 km | 74e         | 25 min 45 s 7 | 51,7 km/h   | 34e     |
| Étape 3 | 28 oct | SS27 | 14 h 33 | Obihiro 5             | 1,35 km  | Abandon     | Abandon       | Abandon     | Abandon |

### 3rd Rally Ireland

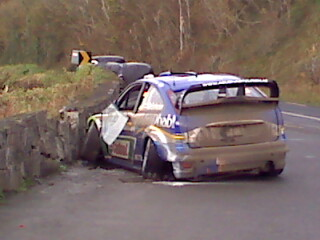
Marcus Grönholm hypothèque définitivement ses chances dans la course au titre mondial face à Sébastien Loeb lors de son accident survenu dans la première étape du rallye d'Irlande.

Avec un différentiel de quatre points séparant Marcus Grönholm et Sébastien Loeb dans la course au titre, le rallye d'Irlande, en plus de constituer la dernière manche asphalte de la saison et d'inaugurer sa toute première édition en championnat du monde, présente un contexte avant-coureur déterminant pour le sacre 2007. Caractérisée par des routes étroites et un bitume dégradé, l'épreuve gaélique fut particulièrement préparée par les équipes du mondiale, la marque aux chevrons ayant opté pour une inscription de certains de ces pilotes aux rallyes de Cork et du Donegal. Deuxième à l'issue de la Super-Spéciale d'ouverture, Loeb s'empare des commandes, quatre secondes devant son coéquipier Dani Sordo, en signant le scratch dans le premier secteur significatif du vendredi. Mais sur la liaison routière le conduisant au chrono suivant, l'Alsacien découvre que le flexible de la bonbonne d'huile de son amortisseur arrière gauche s'est desserti, laissant uniquement le ressort nu pour accompagner les chocs et réduisant drastiquement la tenue de route de la Citroën C4 WRC. Mis au courant du problème, Grönholm décide d'augmenter son rythme autant que possible pour creuser le maximum d'écart sur l'Alsacien, contraint quant à lui de soulager sa mécanique. Détenteur d'une avance de huit secondes dans les temps intermédiaires du seizième kilomètre de Lough Gill, le Finlandais perd le contrôle de sa Ford Focus WRC dans un long virage à droite longeant le bord de mer et abordé en sixième vitesse à plus de 200 km/h. Il heurte un muret en pierre frontalement et arrache deux roues sous le choc avant d'être conduit à l'hôpital pour des examens de prévention. Profitant de l'assistance de mi-journée pour faire réparer son amortisseur, Loeb reprend la tête du rallye en se partageant l'ensemble des scratchs de la deuxième boucle avec Sordo. Il rejoint le parc fermé de fin d'étape en conservant son rang, titulaire d'une avance de onze secondes sur l'Espagnol,,. Le lendemain, sous des averses abondantes, il monopolise le haut de la feuille des temps sur tous les secteurs de la boucle matinale et se met définitivement à l'abri de son coéquipier, victime d'un tête-à-queue dans le premier passage de Ballinamallard qui lui coûtera plus de trente secondes. Citroën ayant décidé de figer les positions de ses pilotes pour préserver le doublé, il parcourt les spéciales de l'après-midi sans encombre et pointe au soir de la deuxième étape avec plus d'une minute d'avance : « J'ai roulé à mon rythme, je me fichais pas mal des temps que faisaient les autres. Les routes sont un peu plus larges qu'hier mais l'asphalte glisse beaucoup, alors il faut faire très attention, surtout dans les carrefours. »,. Détenteur d'une marge impossible à combler à la régulière sur les 50 km composant la dernière journée de course, l'Alsacien assure ses trajectoires dans des conditions d'adhérence plus précaires que la veille et remporte sa cinquième victoire sur asphalte de la saison, réalisant une nouvelle fois le Grand Chelem sur cette surface : « Ce fut une victoire difficile, surtout nerveusement. On était sur un terrain extrêmement piégeur. Il a fallu gérer cette pression tout le week-end, pendant deux jours dans des spéciales très difficiles, mais j'avais un très bon feeling avec la voiture. ». Le score vierge enregistré par son principal rival Marcus Grönholm lui permet également de reprendre la tête du classement mondial avec une avance de six points. Le doublé concrétisé par la deuxième position de Dani Sordo n'est en revanche pas suffisant pour empêcher Ford de décrocher son troisième sacre chez les constructeurs,.
| Étape   | Jour   | E.S. | Heure   | Nom                    | Distance | Clas. Spé. | Temps         | Vit. Moy.  | Clas. |
| ------- | ------ | ---- | ------- | ---------------------- | -------- | ---------- | ------------- | ---------- | ----- |
| Étape 1 | 15 nov | SS1  | 19 h 00 | Stormont Super Special | 1,82 km  | 2e         | 1 min 31 s 7  | 71,5 km/h  | 2e    |
| Étape 1 | 16 nov | SS2  | 8 h 05  | Geevagh 1              | 11,47 km | 1er        | 6 min 05 s 7  | 112,9 km/h | 1er   |
| Étape 1 | 16 nov | SS3  | 8 h 33  | Arigna 1               | 27,87 km | 3e         | 15 min 47 s 5 | 105,9 km/h | 1er   |
| Étape 1 | 16 nov | SS4  | 9 h 24  | Lough Gill 1           | 20,53 km | 2e         | 10 min 57 s 4 | 112,4 km/h | 2e    |
| Étape 1 | 16 nov | SS5  | 11 h 29 | Geevagh 2              | 11,47 km | 1er        | 6 min 22 s 0  | 108,1 km/h | 1er   |
| Étape 1 | 16 nov | SS6  | 11 h 57 | Arigna 2               | 27,87 km | 1er        | 16 min 09 s 6 | 103,5 km/h | 1er   |
| Étape 1 | 16 nov | SS7  | 12 h 48 | Lough Gill 2           | 20,53 km | 2e         | 10 min 57 s 0 | 112,5 km/h | 1er   |
| Étape 1 | 16 nov | SS8  | 15 h 01 | Glenboy                | 22,21 km | 1er        | 11 min 56 s 0 | 111,7 km/h | 1er   |
| Étape 1 | 16 nov | SS9  | 15 h 54 | Bencroy                | 15,44 km | 2e         | 8 min 28 s 7  | 109,3 km/h | 1er   |
| Étape 1 | 16 nov | SS10 | 16 h 19 | Drumshanbo             | 8,65 km  | 1er        | 5 min 00 s 3  | 103,7 km/h | 1er   |
| Étape 2 | 17 nov | SS11 | 8 h 13  | Sloughan Glen 1        | 20,95 km | 1er        | 11 min 37 s 7 | 108,1 km/h | 1er   |
| Étape 2 | 17 nov | SS12 | 9 h 08  | Ballinamallard 1       | 17,94 km | 1er        | 9 min 35 s 9  | 112,1 km/h | 1er   |
| Étape 2 | 17 nov | SS13 | 9 h 51  | Tempo 1                | 13,44 km | 1er        | 7 min 31 s 6  | 107,1 km/h | 1er   |
| Étape 2 | 17 nov | SS14 | 14 h 04 | Sloughan Glen 2        | 20,95 km | 3e         | 11 min 28 s 2 | 109,6 km/h | 1er   |
| Étape 2 | 17 nov | SS15 | 14 h 59 | Ballinamallard 2       | 17,94 km | 1er        | 9 min 30 s 7  | 113,2 km/h | 1er   |
| Étape 2 | 17 nov | SS16 | 15 h 42 | Tempo 2                | 13,44 km | 5e         | 7 min 35 s 2  | 106,3 km/h | 1er   |
| Étape 3 | 18 nov | SS17 | 9 h 03  | Murley                 | 24,70 km | 4e         | 13 min 24 s 4 | 110,5 km/h | 1er   |
| Étape 3 | 18 nov | SS18 | 9 h 51  | Fardross               | 14,77 km | 2e         | 8 min 54 s 4  | 99,5 km/h  | 1er   |
| Étape 3 | 18 nov | SS19 | 11 h 39 | Donegal Bay            | 14,06 km | 5e         | 7 min 15 s 8  | 116,1 km/h | 1er   |
| Étape 3 | 18 nov | SS20 | 13 h 08 | Mullaghmore            | 2,38 km  | 3e         | 1 min 19 s 4  | 107,9 km/h | 1er   |

### 63rd Wales Rally GB
Traditionnelle manche de clôture du championnat WRC, le rallye de Grande-Bretagne doit cette année-là départager définitivement Sébastien Loeb et Marcus Grönholm dans leur lutte pour le titre. L'épreuve britannique revêt un parfum d'autant plus particulier qu'il s'agit du dernier duel entre les deux hommes en plus d'être le dernier rallye du Finlandais, dont la retraite fut annoncée quelques mois plus tôt, après cent-cinquante départs en carrière. Détenteur de six points d'avance sur son rival avant d'aborder cet ultime rendez-vous, situation qu'il n'avait plus connu depuis 2003, l'Alsacien n'a besoin que d'une cinquième place pour s'assurer du sacre et compte profiter de cet avantage pour limiter la prise de risques sans avoir à jouer la gagne : « Effectivement, avec l'avance de six points que nous possédons, nous n'avons pas l'obligation de nous imposer absolument. Si Marcus gagne, les points de la cinquième place nous suffiront pour être titrés. Nous serions à égalité, mais nous l'emporterions au nombre de victoires. Il va donc falloir trouver l'allure la plus appropriée pour terminer dans les cinq premiers. Je n'apprécie pas vraiment d'avoir à rouler pour finir… mais face à un tel enjeu, ce sera assez logique. »,,,,. La première étape se déroule dans des conditions typiques du RAC avec un brouillard persistant et des pistes détrempées et boueuses rendant les conditions d'adhérence très précaires. Loeb prend un départ prudent et laisse s'échapper Mikko Hirvonen en tête puis Grönholm dans un second temps, ce dernier manquant également de confiance en raison du manque de visibilité : « Ce n'est pas possible de se battre avec Mikko et Marcus dans ces conditions. Trop piégeur, avec beaucoup de boue et un grip faible. Dans ma position, c'est mentalement très difficile d'assurer et de ne pas prendre de risques. Peut-être que c'est dû au nombre de voitures mais c'est très boueux donc il y aura probablement beaucoup de pierres qui apparaîtront cet après-midi. ». Installé en troisième position, l'Alsacien défend son rang face à son poursuivant direct Jari-Matti Latvala avant que le jeune Finlandais ne parte à la faute dans le deuxième passage de Rheola. C'est également dans ce dernier secteur de la journée que Loeb perd définitivement le contact avec les deux hommes tête, victime d'un problème sur ses phares anti-brouillard et contraint de conduire à l'aveugle, uniquement assisté par les notes de Daniel Elena,,,. Détenteur d'une avance supérieure à trente secondes sur Petter Solberg, son poursuivant direct au moment d'aborder la deuxième étape, le pilote Citroën poursuit sa course sur un rythme prudent, limitant toute prise de risques dans les zones boueuses où les points de freinage avant chaque virage peuvent être incertains. Attentiste en deuxième position, Marcus Grönholm n'a plus son destin en main et attend une hypothétique erreur du Français qui n'arrivera pas. Loeb rallie l'arrivée sans commettre de faute et décroche son quatrième titre de champion du monde, égalant de fait le record des Finlandais Juha Kankkunen et Tommi Mäkinen : « C'est incroyable. Quand on pense qu'on est parti de rien il y a dix ans, on a quatre titre mondiaux maintenant ! C'est exceptionnel. Nous avons gagné le championnat avec quatre points d'avance, pas les quarante d'il y a quelques années. Ce fut le titre le plus dur. L'année dernière avait été difficile, cette année a donné lieu à une très rude bagarre. Serrée, toute la saison. C'est formidable de gagner après une telle bataille avec Marcus. C'est mon titre le plus beau. »,,,,.
| Étape   | Jour    | E.S. | Heure   | Nom           | Distance | Clas. Spé. | Temps         | Vit. Moy.  | Clas. |
| ------- | ------- | ---- | ------- | ------------- | -------- | ---------- | ------------- | ---------- | ----- |
| Étape 1 | 30 nov  | SS1  | 9 h 53  | Port Talbot 1 | 17,41 km | 2e         | 9 min 21 s 7  | 111,6 km/h | 2e    |
| Étape 1 | 30 nov  | SS2  | 10 h 41 | Resolfen 1    | 25,08 km | 3e         | 12 min 59 s 5 | 115,8 km/h | 2e    |
| Étape 1 | 30 nov  | SS3  | 11 h 39 | Rheola 1      | 27,91 km | 4e         | 16 min 02 s 7 | 104,4 km/h | 3e    |
| Étape 1 | 30 nov  | SS4  | 14 h 10 | Port Talbot 2 | 17,41 km | 3e         | 9 min 23 s 3  | 111,3 km/h | 3e    |
| Étape 1 | 30 nov  | SS5  | 14 h 58 | Resolfen 2    | 25,08 km | 1er        | 13 min 20 s 9 | 112,7 km/h | 3e    |
| Étape 1 | 30 nov  | SS6  | 16 h 23 | Rheola 2      | 27,91 km | 4e         | 17 min 11 s 1 | 97,4 km/h  | 3e    |
| Étape 2 | 1er déc | SS7  | 9 h 38  | Crychan 1     | 19,56 km | 3e         | 10 min 41 s 7 | 109,7 km/h | 3e    |
| Étape 2 | 1er déc | SS8  | 10 h 21 | Epynt 1       | 13,76 km | 5e         | 7 min 41 s 5  | 107,3 km/h | 3e    |
| Étape 2 | 1er déc | SS9  | 10 h 54 | Halfway 1     | 18,37 km | 5e         | 10 min 36 s 5 | 103,9 km/h | 3e    |
| Étape 2 | 1er déc | SS10 | 14 h 47 | Crychan 2     | 19,56 km | 4e         | 10 min 43 s 4 | 109,4 km/h | 3e    |
| Étape 2 | 1er déc | SS11 | 15 h 30 | Epynt 2       | 13,76 km | 10e        | 7 min 49 s 1  | 105,6 km/h | 3e    |
| Étape 2 | 1er déc | SS12 | 16 h 29 | Halfway 2     | 18,37 km | 3e         | 10 min 46 s 6 | 102,3 km/h | 3e    |
| Étape 2 | 1er déc | SS13 | 19 h 00 | Cardiff       | 1,10 km  | 4e         | 1 min 04 s 3  | 61,6 km/h  | 3e    |
| Étape 3 | 2 déc   | SS14 | 7 h 46  | Brechfa 1     | 28,89 km | 5e         | 16 min 29 s 1 | 105,2 km/h | 3e    |
| Étape 3 | 2 déc   | SS15 | 8 h 33  | Trawscoed 1   | 28,24 km | 4e         | 16 min 50 s 9 | 100,6 km/h | 3e    |
| Étape 3 | 2 déc   | SS16 | 12 h 09 | Brechfa 2     | 28,89 km | 6e         | 16 min 19 s 6 | 106,2 km/h | 3e    |
| Étape 3 | 2 déc   | SS17 | 12 h 56 | Trawscoed 2   | 28,24 km | 4e         | 17 min 02 s 0 | 99,5 km/h  | 3e    |

### Bilan de la saison
Année de l'introduction de la Citroën C4 WRC en championnat du monde et du retour de la marque aux chevrons, 2007 marqua également la conquête d'un quatrième sacre par Sébastien Loeb. L'Alsacien rejoignit ainsi les Finlandais Juha Kankkunen et Tommi Mäkinen, seuls pilotes à avoir jusqu'alors cumulé quatre couronnes, au terme d'une saison illustrée par huit victoires et un nombre record de treize podiums. Avec un écart final de quatre points le séparant de Marcus Grönholm au classement mondial, il connut une situation inédite depuis sa défaite en 2003 face à Petter Solberg et avoua que ce quatrième titre fut le plus difficile à obtenir. En tête du championnat à l'issue des premières épreuves, il céda le leadership à la suite des contre-performances vécues en Norvège et en Sardaigne puis entreprit une remontée en s'appuyant sur les rallyes asphalte de fin d'année. Les deux erreurs consécutives de Grönholm au Japon et en Irlande lui permirent de sécuriser ce nouveau sacre. Cette saison mit également un terme aux duels qu'il se livra avec son rival finlandais, lequel annonça sa retraite du monde des rallyes quelques mois avant la conclusion vécue au RAC. N'ayant jamais réussi à le vaincre en Finlande et en Suède, et poussé dans ses retranchements sur la plupart des manches terre, il confirma quelques années plus tard, lors d'un bilan de sa propre carrière, que Grönholm fut l'adversaire le plus talentueux qu'il ait eu à affronter,,. Enfin, la régularité de Mikko Hirvonen face au manque d'expérience de Dani Sordo empêcha Citroën Sport de reprendre le titre Constructeurs à l'Américain Ford.
| #     | Rallye                     | Surface          | Départ | Victoire | Podium | Abandon | Points | E.S. Prog. | E.S. Clas. | E.S. Dép. | Scratchs | %Scratchs | E.S. Tête | %E.S. Tête | Clas. |
| ----- | -------------------------- | ---------------- | ------ | -------- | ------ | ------- | ------ | ---------- | ---------- | --------- | -------- | --------- | --------- | ---------- | ----- |
| 1     | Rallye Monte-Carlo         | Asphalte enneigé | ●      | ●        | ●      |         | 10     | 15         | 15         | 15        | 6        | 40,00 %   | 15        | 100,00 %   | 1er   |
| 2     | Rallye de Suède            | Terre enneigée   | ●      |          | ●      |         | 8      | 20         | 20         | 20        | 3        | 15,00 %   | 0         | 0,00 %     | 2e    |
| 3     | Rallye de Norvège          | Terre enneigée   | ●      |          |        |         | 0      | 18         | 18         | 18        | 8        | 44,44 %   | 0         | 0,00 %     | 14e   |
| 4     | Rallye du Mexique          | Terre rapide     | ●      | ●        | ●      |         | 10     | 20         | 20         | 20        | 6        | 30,00 %   | 15        | 75,00 %    | 1er   |
| 5     | Rallye du Portugal         | Terre abrasive   | ●      | ●        | ●      |         | 10     | 18         | 18         | 18        | 11       | 61,11 %   | 12        | 66,67 %    | 1er   |
| 6     | Rallye d'Argentine         | Terre abrasive   | ●      | ●        | ●      |         | 10     | 23         | 23         | 16        | 10       | 62,50 %   | 14        | 60,87 %    | 1er   |
| 7     | Rallye de Sardaigne        | Terre abrasive   | ●      |          |        | ●       | 0      | 18         | 12         | 13        | 7        | 53,85 %   | 7         | 58,33 %    | Ab.   |
| 8     | Rallye de l'Acropole       | Terre abrasive   | ●      |          | ●      |         | 8      | 23         | 23         | 21        | 6        | 28,57 %   | 0         | 0,00 %     | 2e    |
| 9     | Rallye de Finlande         | Terre rapide     | ●      |          | ●      |         | 6      | 23         | 23         | 23        | 1        | 4,35 %    | 0         | 0,00 %     | 3e    |
| 10    | Rallye d'Allemagne         | Asphalte         | ●      | ●        | ●      |         | 10     | 19         | 19         | 19        | 5        | 26,32 %   | 18        | 94,74 %    | 1er   |
| 11    | Rallye de Nouvelle-Zélande | Terre rapide     | ●      |          | ●      |         | 8      | 18         | 18         | 18        | 9        | 50,00 %   | 5         | 27,78 %    | 2e    |
| 12    | Rallye de Catalogne        | Asphalte         | ●      | ●        | ●      |         | 10     | 18         | 18         | 18        | 5        | 27,78 %   | 15        | 83,33 %    | 1er   |
| 13    | Tour de Corse              | Asphalte         | ●      | ●        | ●      |         | 10     | 16         | 15         | 15        | 9        | 60,00 %   | 12        | 80,00 %    | 1er   |
| 14    | Rallye du Japon            | Terre rapide     | ●      |          |        | ●       | 0      | 27         | 26         | 19        | 6        | 31,58 %   | 0         | 0,00 %     | Ab.   |
| 15    | Rallye d'Irlande           | Asphalte         | ●      | ●        | ●      |         | 10     | 20         | 20         | 20        | 9        | 45,00 %   | 18        | 90,00 %    | 1er   |
| 16    | Rallye de Grande-Bretagne  | Terre rapide     | ●      |          | ●      |         | 6      | 17         | 17         | 17        | 1        | 5,88 %    | 0         | 0,00 %     | 3e    |
| Total |                            |                  | 16     | 8        | 13     | 2       | 116    | 313        | 305        | 290       | 102      | 35,17 %   | 131       | 42,95 %    | 1er   |

## 38eRonde du Jura

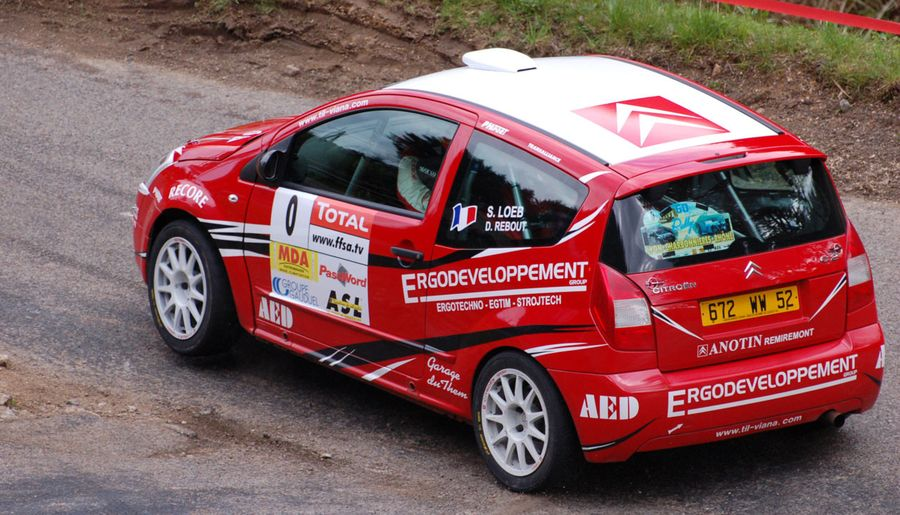
Sébastien Loeb au volant d'une Citroën C2 R2 Max dans le rôle d'ouvreur de la Ronde du Jura.

Une semaine après sa victoire au rallye Monte-Carlo, Sébastien Loeb prend la direction de la Franche-Comté pour un engagement en tant qu'ouvreur sur l'édition 2007 de la Ronde du Jura, épreuve régionale disputée sur asphalte enneigé. Invité par l'Association Sportive Automobile du Jura, le triple champion du monde parcourt les deux jours de spéciales au volant d'une Citroën C2 R2 Max et copiloté par son beau-frère Dominique Rebout,.

## Championnat d'Irlande des rallyes asphalte

### 36th Shell Donegal International Rally
C'est dans une optique de séance d'essais grandeur nature et de préparation au rallye d'Irlande, nouvellement introduit en WRC en tant que pénultième manche de la saison 2007, que Citroën Sport prend la décision d'engager une C4 pour Sébastien Loeb et Daniel Elena dans le cadre du rallye du Donegal. Cinquième manche du championnat asphalte irlandais, cette épreuve présentait l'avantage d'être organisée durant la pause estivale de deux mois précédent les 1000 Lacs dans le calendrier du mondial. Auteur d'un départ en demi-teinte en raison du temps passé à affiner le Set-Up de sa voiture pour le rendre conforme aux conditions de route, l'Alsacien se retrouve à la lutte face à Eugene Donnelly, Andreas Mikkelsen et le leader Mark Higgins au cours de la première étape, disputée sous une météo hivernale. Il signe son premier temps scratch dans le dernier secteur de la journée et effacera l'écart de quarante secondes le séparant du pilote gallois en quatre spéciales. Il monopolisera dès lors le haut de la feuille des temps jusqu'à l'arrivée qu'il ralliera en tête, décrochant la victoire avec plus de deux minutes d'avance : « Ce fut vraiment un très bon exercice. Je suis ravi de notre week-end et du travail que nous avons accompli pour préparer le rallye d’Irlande. Nous avons désormais une bonne idée du type de terrain que nous allons trouver en novembre ainsi que de la direction dans laquelle nous devons aller en ce qui concerne les réglages. De mon côté, je me suis également familiarisé avec ces spéciales rapides, étroites et bosselées et au revêtement si différent de tous les autres types de tarmacs déjà connus. Le niveau de la concurrence a rendu notre travail encore plus intéressant car il nous a donné de bonnes références. »,,,,.
| Étape    | Jour    | E.S. | Heure   | Nom              | Distance | Clas. Spé. | Temps         | Vit. Moy.   | Clas. |
| -------- | ------- | ---- | ------- | ---------------- | -------- | ---------- | ------------- | ----------- | ----- |
| Étape 1  | 15 juin | SS1  | 11 h 58 | Breenagh 1       | 9,37 km  | 5e         | 4 min 28 s 2  | 125,77 km/h | 5e    |
| Étape 1  | 15 juin | SS2  | 12 h 25 | Cark Mountain 1  | 14,00 km | 2e         | 7 min 38 s 6  | 109,90 km/h | 2e    |
| Étape 1  | 15 juin | SS3  | 13 h 19 | Mongorry 1       | 16,11 km | 3e         | 8 min 25 s 2  | 114,80 km/h | 2e    |
| Étape 1  | 15 juin | SS4  | 15 h 03 | Breenagh 2       | 9,37 km  | 2e         | 4 min 20 s 1  | 129,69 km/h | 2e    |
| Étape 1  | 15 juin | SS5  | 15 h 30 | Cark Mountain 2  | 14,00 km | 3e         | 7 min 44 s 0  | 108,62 km/h | 2e    |
| Étape 1  | 15 juin | SS6  | 16 h 24 | Mongorry 2       | 16,11 km | 1er        | 8 min 18 s 2  | 116,41 km/h | 2e    |
| Étape 2  | 16 juin | SS7  | 9 h 48  | Fanad Head 1     | 19,81 km | 1er        | 10 min 28 s 9 | 113,40 km/h | 2e    |
| Étape 2  | 16 juin | SS8  | 10 h 28 | Knockalla 1      | 18,98 km | 1er        | 9 min 15 s 2  | 123,07 km/h | 2e    |
| Étape 2  | 16 juin | SS9  | 12 h 44 | Fanad Head 2     | 19,81 km | 1er        | 10 min 15 s 1 | 115,94 km/h | 1er   |
| Étape 2  | 16 juin | SS10 | 13 h 24 | Knockalla 2      | 18,98 km | 1er        | 9 min 12 s 8  | 123,60 km/h | 1er   |
| Étape 2  | 16 juin | SS11 | 15 h 05 | Lough Keel 1     | 10,55 km | 1er        | 6 min 09 s 0  | 102,93 km/h | 1er   |
| Étape 2  | 16 juin | SS12 | 15 h 34 | Carnhill 1       | 10,53 km | 1er        | 5 min 24 s 1  | 116,96 km/h | 1er   |
| Étape 2  | 16 juin | SS13 | 16 h 08 | Garrygort 1      | 10,91 km | 1er        | 5 min 29 s 7  | 119,13 km/h | 1er   |
| Étape 2  | 16 juin | SS14 | 17 h 47 | Lough Keel 2     | 10,55 km | 1er        | 6 min 01 s 8  | 104,98 km/h | 1er   |
| Étape 2  | 16 juin | SS15 | 18 h 16 | Carnhill 2       | 10,53 km | 1er        | 5 min 13 s 7  | 120,84 km/h | 1er   |
| Étape 2  | 16 juin | SS16 | 18 h 50 | Garrygort 2      | 10,91 km | 1er        | 5 min 29 s 7  | 119,13 km/h | 1er   |
| Étape 3  | 17 juin | SS17 | 11 h 03 | High Glen 1      | 14,64 km | 1er        | 6 min 48 s 5  | 129,02 km/h | 1er   |
| Étape 3  | 17 juin | SS18 | 11 h 37 | Port Lake 1      | 24,47 km | 1er        | 13 min 08 s 6 | 111,71 km/h | 1er   |
| Étape 3  | 17 juin | SS19 | 12 h 42 | Atlantic Drive 1 | 13,16 km | 1er        | 7 min 36 s 7  | 103,74 km/h | 1er   |
| Étape 3  | 17 juin | SS20 | 14 h 26 | High Glen 2      | 14,64 km | 1er        | 6 min 44 s 4  | 130,33 km/h | 1er   |
| Étape 3  | 17 juin | SS21 | 15 h 00 | Port Lake 2      | 24,47 km | 1er        | 12 min 58 s 1 | 113,21 km/h | 1er   |
| Étape 3  | 17 juin | SS22 | 16 h 38 | Atlantic Drive 2 | 13,16 km | 1er        | 7 min 27 s 7  | 105,82 km/h | 1er   |
| Sources. |         |      |         |                  |          |            |               |             |       |

### 92nd Murphy Construction Cork 20 International Rally
C'est sur décision de Guy Fréquelin qu'un deuxième test de préparation en prévision du rallye d'Irlande est organisé la semaine précédant le coup d'envoi du rallye de Catalogne avec l'inscription de Sébastien Loeb et de son coéquipier Dani Sordo au rallye de Cork, huitième et dernière manche du championnat asphalte local, dans le but de parfaire l'expérience acquise quelques mois plus tôt dans le Donegal. Une seule C4 étant disponible pour cette épreuve, celle-ci se voit confier au triple champion du monde tandis qu'une Xsara est affectée au jeune Espagnol. Les deux pilotes retrouvent également sur la liste des engagés l'un de leurs principaux adversaires du mondial en la personne de Mikko Hirvonen, le Finlandais effectuant les mêmes tests pour le compte de Ford. Loeb se hisse en tête dès la première spéciale et signera la totalité des temps scratchs de l'épreuve à l'exception du dernier secteur. Il s'impose sur la ligne d'arrivée avec une avance supérieure à deux minutes sur Sordo,,,,,,,,,,,.
| Étape     | Jour   | E.S. | Heure | Nom               | Distance | Clas. Spé. | Temps         | Vit. Moy.   | Clas. |
| --------- | ------ | ---- | ----- | ----------------- | -------- | ---------- | ------------- | ----------- | ----- |
| Étape 1   | 29 sep | SS1  |       | Cobblers Cross 1  | 18,8 km  | 1er        | 9 min 56 s 1  | 113,54 km/h | 1er   |
| Étape 1   | 29 sep | SS2  |       | Lissarda 1        | km       | 1er        | 7 min 16 s 9  | km/h        | 1er   |
| Étape 1   | 29 sep | SS3  |       | Cobblers Cross 2  | 18,8 km  | 1er        | 9 min 35 s 7  | 117,56 km/h | 1er   |
| Étape 1   | 29 sep | SS4  |       | Lissarda 2        | km       | 1er        | 7 min 08 s 3  | km/h        | 1er   |
| Étape 1   | 29 sep | SS5  |       | Kilnamartyra 1    | km       | 1er        | 9 min 11 s 0  | km/h        | 1er   |
| Étape 1   | 29 sep | SS6  |       | South Lake Road 1 | km       | 1er        | 11 min 55 s 8 | km/h        | 1er   |
| Étape 1   | 29 sep | SS7  |       | Kilnamartyra 2    | km       | 1er        | 8 min 59 s 6  | km/h        | 1er   |
| Étape 1   | 29 sep | SS8  |       | South Lake Road 2 | km       | 1er        | 11 min 39 s 4 | km/h        | 1er   |
| Étape 2   | 30 sep | SS9  |       | Churchtown 1      | km       | 1er        | 9 min 41 s 6  | km/h        | 1er   |
| Étape 2   | 30 sep | SS10 |       | John's Bridge 1   | km       | 1er        | 7 min 45 s 0  | km/h        | 1er   |
| Étape 2   | 30 sep | SS11 |       | Castlemagnier 1   | km       | 1er        | 5 min 54 s 4  | km/h        | 1er   |
| Étape 2   | 30 sep | SS12 |       | Churchtown 2      | km       | 1er        | 9 min 22 s 0  | km/h        | 1er   |
| Étape 2   | 30 sep | SS13 |       | John's Bridge 2   | km       | 1er        | 7 min 45 s 0  | km/h        | 1er   |
| Étape 2   | 30 sep | SS14 |       | Castlemagnier 2   | km       | 4e         | 5 min 58 s 7  | km/h        | 1er   |
| Sources : |        |      |       |                   |          |            |               |             |       |

## 24 Heures du Mans
Après deux participations consécutives aux 24 Heures du Mans pour le compte de la structure Pescarolo Sport, Sébastien Loeb renonce à poursuivre l'aventure avec l'écurie sarthoise en 2007, évoquant les séquelles de sa blessure à l'épaule dont il fut victime l'été précédent, incompatibles avec le pilotage d'un prototype, ainsi que la priorité donnée par la marque aux chevrons au développement de la Citroën C4 WRC.

## Formule 1
Les 4 et 5 décembre 2007, Sébastien Loeb se voit offrir l'occasion de prendre les commandes d'une Formule 1 pour la première fois de sa carrière en effectuant quelques tours de piste au volant de la Renault R26, voiture championne du monde en titre. Organisée sur le circuit Paul Ricard et prise en charge par le groupe Total, sponsor commun de la marque au losange et de Citroën Sport, la séance de tests en question s'effectue dans le cadre d'un échange de baquets entre l'Alsacien et Heikki Kovalainen, le Finlandais ayant alors l'occasion d'éprouver la C4 WRC du quadruple champion du monde sur une spéciale aménagée à cet effet : « La courbe de Signes, quand Heikki dit que ça passe à fond, on a du mal à y croire. À la fin, j'étais à une seconde de ses temps. C'est bien mais c'est juste une fois comme ça. Il y a des endroits où je savais que je perdais du temps et que je pouvais encore m'améliorer un peu. »,,.